# Стамбул
Стамбу́л (тур. İstanbulо файле [isˈtanbuɫ], ранее известный как Византий (греч. Βυζάντιον), затем как Константинополь (греч. Κωνσταντινούπολιςо файле [konstandiˈnupolis]), в древнерусских источниках упоминается как Царьград) — крупнейший город Турции, экономический, исторический и культурный центр страны. Является также центром Мраморноморского региона — самого западного из географических (статистических) регионов страны. Расположен в Евразии, на берегах пролива Босфор (разделяющего Европу и Азию), между Мраморным и Чёрным морями. Европейская (основная) и азиатская части города соединены мостами и тоннелями. Стамбул, где проживают свыше 15 млн человек, является одним из самых населённых городов мира. Бывшая столица Римской, Восточно-Римской (Византийской), а также Латинской и Османской империй. Столицей Турецкой Республики Стамбул не является. В 1923 году, после Войны за независимость Турции, новой столицей страны стала Анкара.
Основан под названием Византион (др.-греч. Βυζάντιον) на мысе Сарайбурну около 660 года до н. э. Город занимал стратегическое положение между Чёрным и Средиземным морями. Он располагается также на историческом Великом шёлковом пути.

## Название города
В VII веке до нашей эры колонистами, в основном выходцами из греческого города Мегары, был основан город Византий. В 330 году римский император Константин I Великий перенёс столицу Римской империи в Византий, которому было дано название «Новый Рим», однако это наименование не прижилось, и вскоре столицу стали называть Константинополем — «городом Константина». В XIII веке арабы использовали название Истинполин, которое восходит к греческой фразе εἰς τὴν Πόλι(ν) («ис тин пόли(н)», «ис тим бόли(н)») — «в город(е)»). Отсюда могло произойти современное название. Согласно другой версии, оно происходит от Исламбул («город ислама»), что, однако, вызывает сомнения в связи с существованием вышеупомянутого названия Истинполин, созвучного современному, ещё до падения Константинополя в 1453 г. Фирман 1760/1 г., который на практике так и не был реализован, в качестве официального устанавливал встречавшееся уже в документах XV в. название Исламбол, то есть «наполненный исламом». С конца XVIII века в европейских странах, в том числе в России, в употребление входит искажённая форма — Стамбул. Формально город после его захвата турками и переноса туда столицы империи не переименовывался: для турок он как был, так и оставался Истанбул, а для греков — Константинополь (в обиходе — просто греч. ὴ Πόλη). В Османской империи использовались оба этих названия города, но в официальной сфере чаще всего использовалось арабизированное название — Константинийе (осман. قسطنطينيه‎ Ḳosṭanṭīnīye от араб. قسطنطنية‎ Qusṭanṭinīyya).
До 1930 года официальное, принятое на международном уровне название города — Константино́поль (с греч. — «Город Константина»; тур. Konstantiniyye), каковое признавалось Великим национальным собранием Турции: подписи его полномочных представителей стоят под Лозаннским договором, текст которого использует исключительно топоним Константинополь. В официальных русских текстах Константинопольского договора 1724 года, Парижского мирного договора 1856 года, Сан-Стефанского мирного договора 1878 года и Берлинского трактата 1878 года используется принятый тогда в России топоним Константинополь. Другое историческое название, до сих пор используемое в титуле Константинопольского патриарха, — «Но́вый Рим» или «Второй Рим» (греч. Νέα Ρώμη, лат. Nova Roma); до 330 года Виза́нтий (греч. Βυζάντιον). В средневековых русских летописях и иной литературе часто именовался Царьградом или Константиновым градом, в болгарском и сербском языках топоним Цариград в настоящее время употребляется как неофициальное обозначение города.
При провозглашении Турецкой Республики 29 октября 1923 года столицей государства была провозглашена Анкара (Ангора), к тому времени уже несколько лет бывшая центром кемалистской администрации (халифат продолжал существовать до марта 1924 года). 28 марта 1930 года турецкими властями было предписано использовать только турецкий вариант названия. В турецком языке топоним İstanbul ([isˈtanbuɫ], разговорно — [ɯsˈtambuɫ]), пишется через «İ», отличную от буквы «I».
В греческом языке, тем не менее, название греч. Κωνσταντινούπολη сохраняется как официально принятое в Греции, а также на Кипре; также используется греческое название «Город» (греч. Πόλη).
В русском языке турецкое название İstanbul используется в русифицированном варианте — «Стамбул».
18 марта 2019 года президент Турции Реджеп Тайип Эрдоган, выступая на церемонии, приуроченной к 104-й годовщине победы при Чанаккале (эпизод Дарданелльской операции), комментируя нападение в Новой Зеландии, заявил: «Враги мусульман и Турции продемонстрировали, что продолжают нас ненавидеть. Мы готовы дать отпор и громогласно заявляем об этом в Чанаккале. Турецкий народ будет всегда населять эти земли. Мы не позволим превратить Стамбул в Константинополь» (русский перевод — согласно русскоязычному тексту публикации на сайте агентства Анадолу).

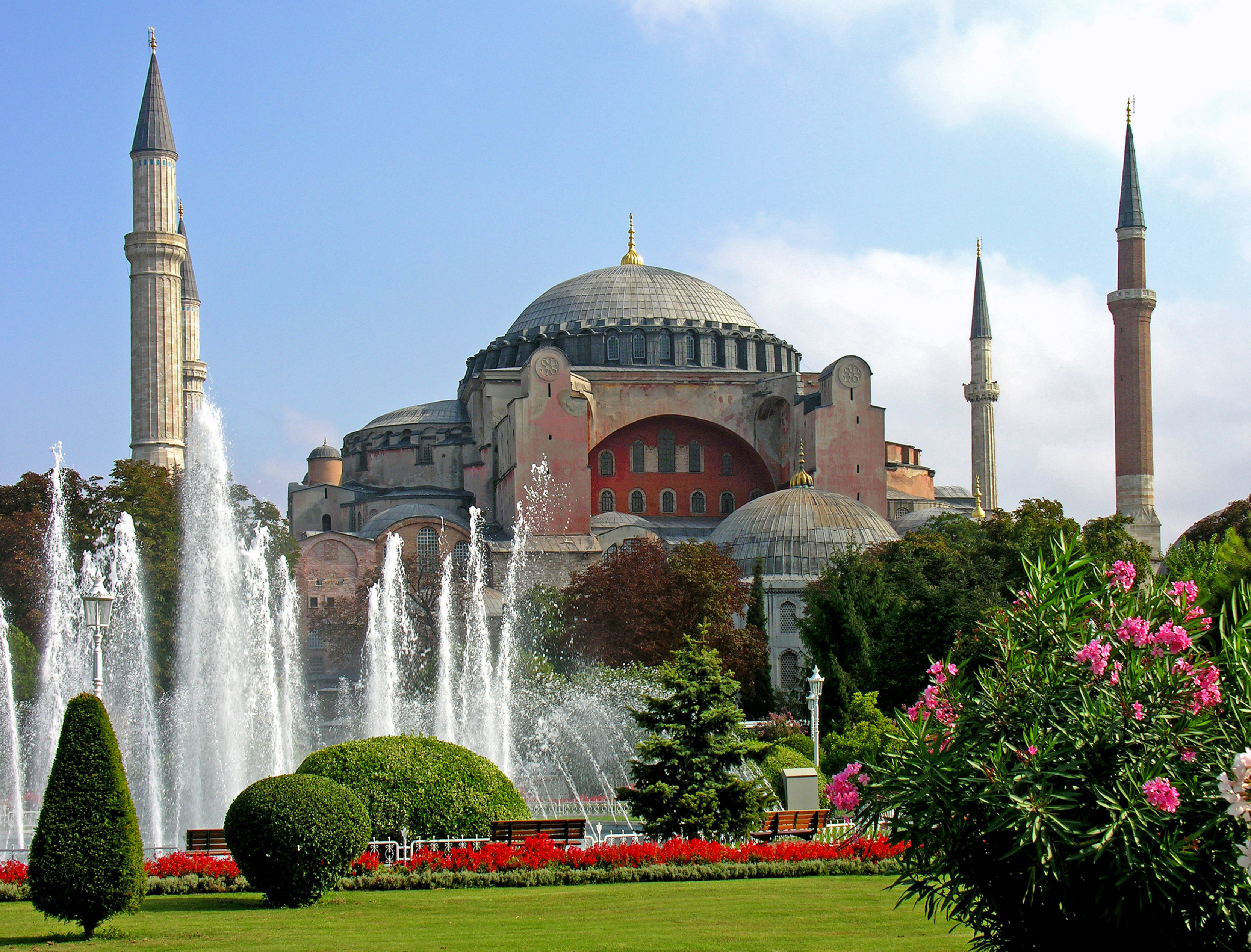
Собор Святой Софии (мечеть Айя-София)
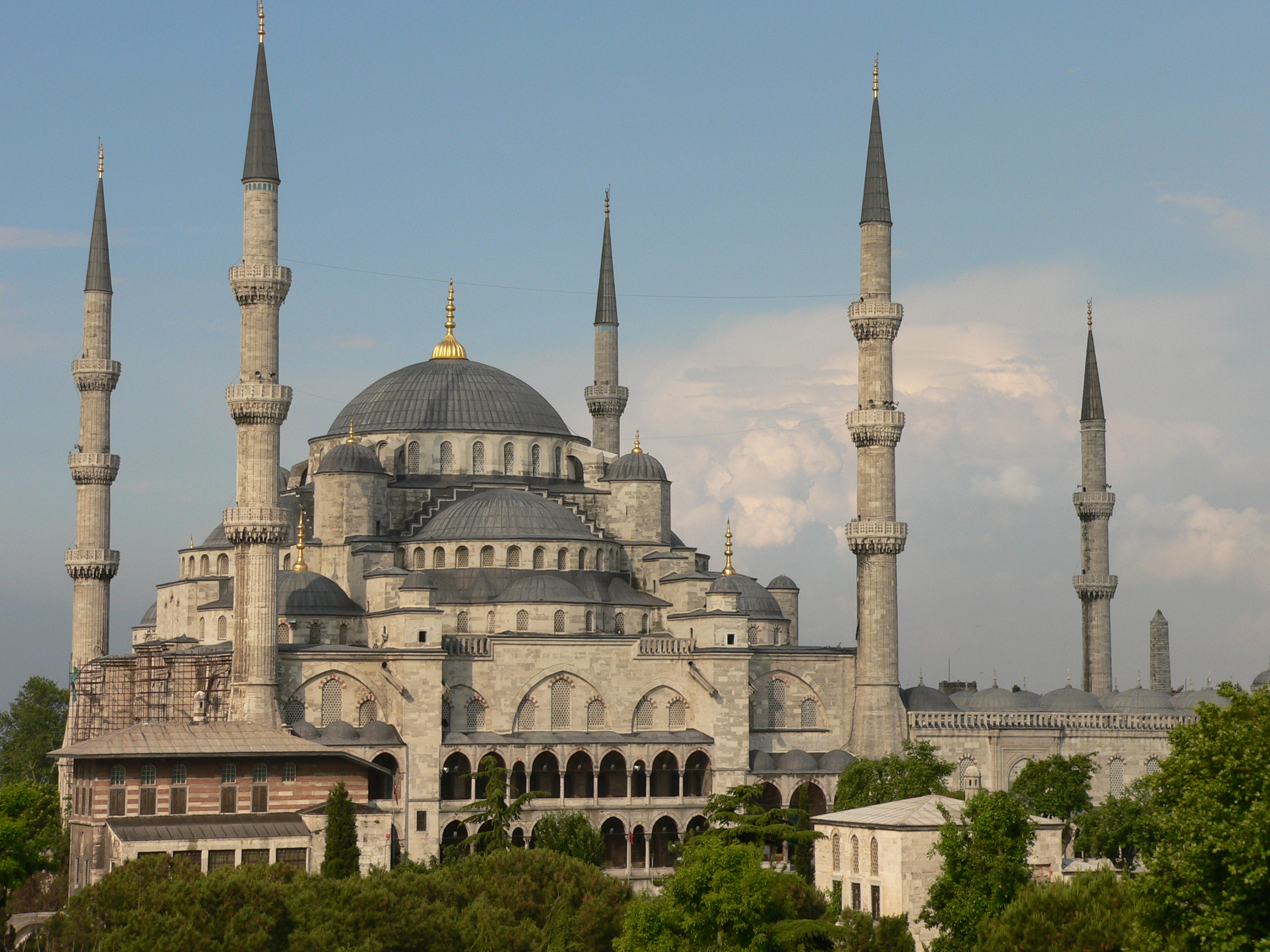
Голубая мечеть, самая крупная с точки зрения размеров здания и первая по значению мечеть города
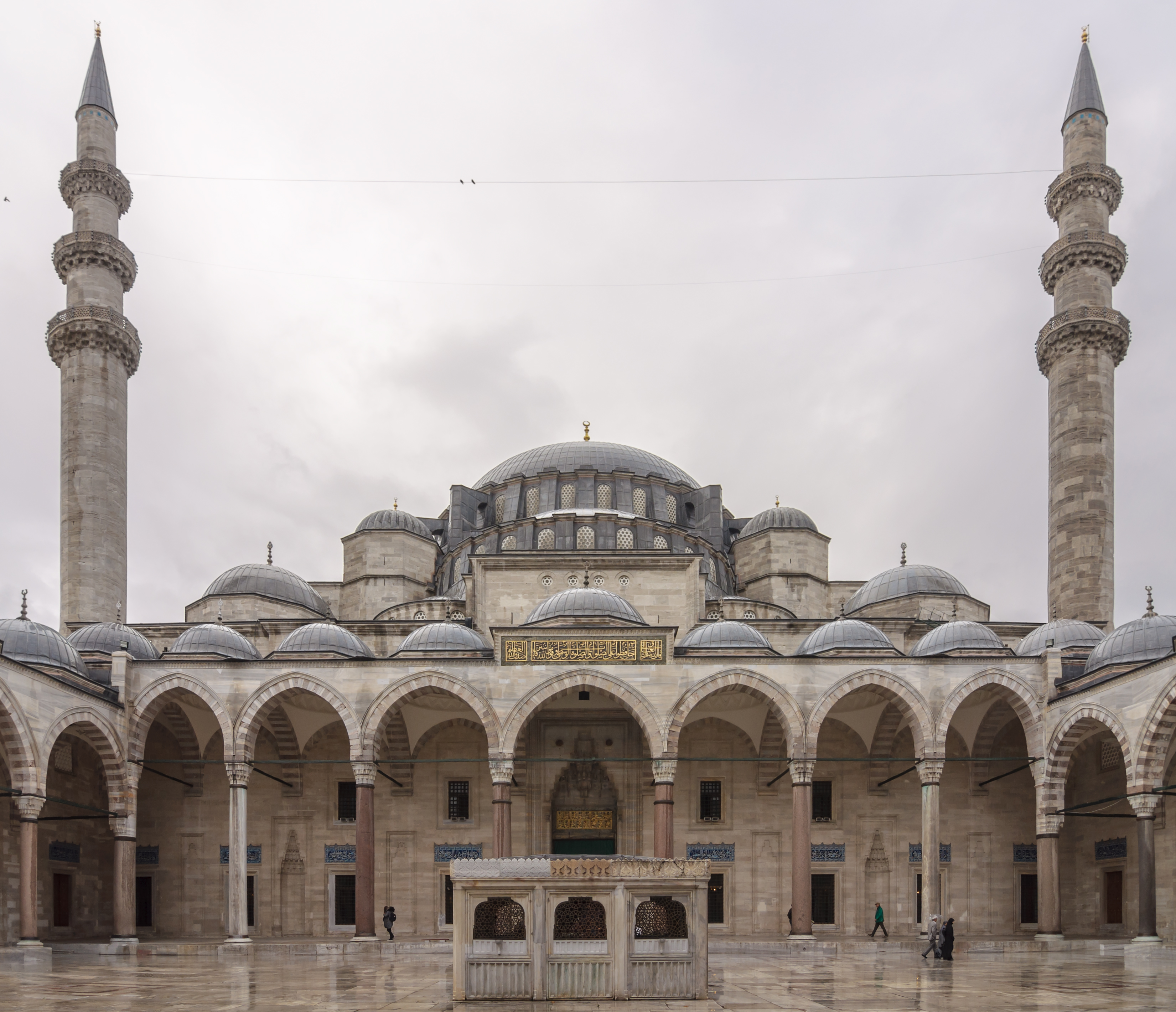
Мечеть Сулеймание, крупнейшая мечеть с учётом её территории
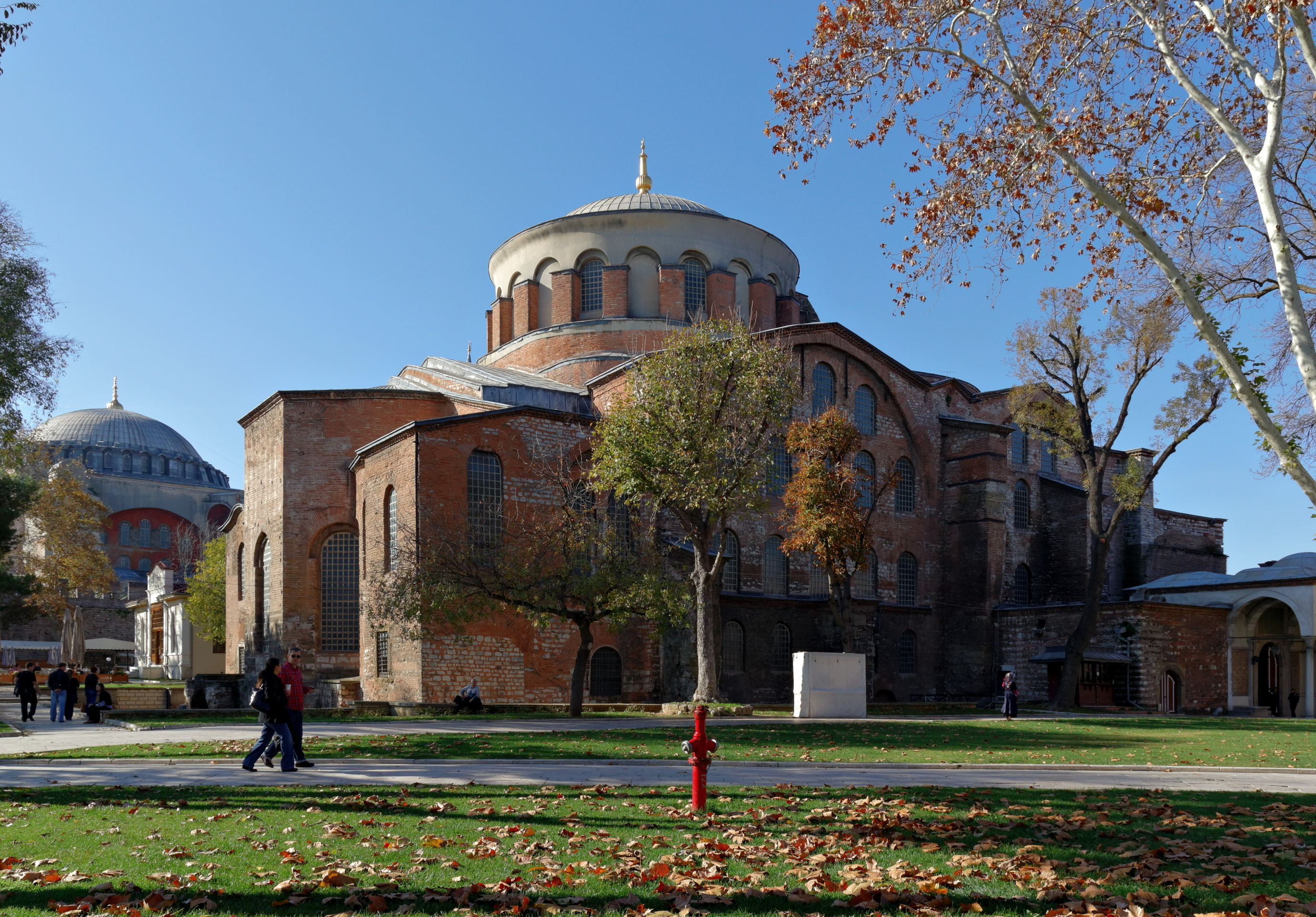
Церковь Святой Ирины (мечеть Айя-Ирена)

## История города

### Доисторический период
Следы первых поселений были обнаружены на азиатской стороне города и относятся к неолиту. Первые поселения в окрестностях нынешнего Дворца Топкапы могут быть отнесены к бронзовому веку. Самые ранние поселения датируются 6700 годом до нашей эры. Они были обнаружены в 2008 году в европейской части Стамбула во время строительства Стамбульского метрополитена и Мармарая. В то время как Кадыкёй был выстроен финикийцами.

### Византий
Виза́нтий (греч. Βυζάντιον, лат. Byzantium). Первой известной датой в истории города считается 659 год до нашей эры, когда на азиатской стороне Босфора появились первые греческие поселенцы из Мегары (мегарейцы), их колонией стал Халкедон, ныне городской район Кадыкёй.
Виза́нтий основал Визант (Визас) из Мегары в 667 году до нашей эры.
Удачное географическое и стратегическое положение способствовало бурному развитию торговли и процветанию города. Город контролировал Босфор, торговые пути из Европы в Азию и из Чёрного моря в Эгейское, однако по этой причине он много раз подвергался нападениям.
В 74 году до н. э. Византий попадает под власть Римской республики, после чего наступил спокойный период. После значительного разрушения в ходе гражданских войн при Септимии Севере он быстро пришёл в упадок. В III веке город неоднократно подвергался набегам со стороны варваров. Из построек этого времени частично сохранился ипподром.

### Римская империя и Византийская империя
В 324 году император Константин Великий развернул масштабное строительство на территории Византия, увеличив площадь города в несколько раз. 11 мая 330 года он официально перенёс столицу Римской империи в город на Босфоре и нарёк его Новым Римом или Константинополем.
После распада империи он стал столицей Византийской империи (Восточно-Римская с 395 года, осталась единственной империей с 476 года). Самоназванием империи было Ромейская, а народа — ромеи, то есть римляне. Этим именем (тур. rumlar) турки продолжают по сегодняшний день называть уже немногочисленных греков города.
На протяжении тысячелетия он был столицей Византии, крупнейшим центром восточного христианства, одним из крупнейших в мире. В 1204 году был разграблен крестоносцами, которые установили в нём до 1261 года Латинскую империю. Восстановившаяся Византия под властью династии Палеологов просуществовала до 1453 года, когда был взят турками. Султан Мехмед II провозгласил город столицей Османской империи.
|                 |                              |                 |                                                                                            |                                                             |
| Галатская башня | Цистерна Базилика (Еребатан) | Акведук Валента | Остатки колонны византийского акрополя, сегодня располагаются на территории дворца Топкапы | Отреставрированный участок крепостной стены Константинополя |

### Османская империя
После взятия Константинополя османы, сделавшие его столицей своей империи, стали перестраивать город. Наиболее значительные православные храмы были обращены в мечети, включая Собор Святой Софии. При Мехмеде II построены дворец Топкапы, мечеть Завоевателя, Гранд-базар.
После захвата османами Египта в 1517 году некоторые значимые исламские реликвии были перевезены из Каира в Константинополь. Город становится центром исламского мира — халифата.
Во времена Сулеймана Великолепного в 1520—1566 годах наступает золотой век для Константинополя. Строятся новые мечети, медресе и иные здания. Особое место занимает строительство Мечети Сулеймание.
Голубая мечеть строится в 1609—1616 годах при султане Ахмеде I. Нередкие землетрясения и пожары, однако, приводили к потерям архитектурных ценностей города.
В XIX веке происходит некоторая европеизация оттоманской элиты, которая начинает проявлять интерес к европейским архитектурным стилям: барокко и рококо. В царствование Абдул-Меджида (1839—1861), эпоху Танзимата, в высшем обществе империи в моду входят французский язык, европейское платье, в некоторой степени либерализируется политическая жизнь и религиозная политика. Зримым символом перемен стал переезд резиденции султана из дворца Топкапы в новую резиденцию дворец Долмабахче.
В 1845 году был построен первый постоянный Галатский мост, в 1850 году по Босфору пошли пароходы. В 1871 году начинает действовать трамвайная линия, а в 1875 году карликовая линия метро Тюнель. В 1889 году открыто пассажирское железнодорожное сообщение Париж — Константинополь («Восточный экспресс»). В конце XIX века в городе создаётся современная по тем временам система электро- и водоснабжения.
В конце XIX — начале XX веков был построен ряд крупных христианских культовых сооружений, в том числе католическая церковь Святого Антония Падуанского и православный храм Святой Троицы в Пере. Христиане разных конфессий составляли половину населения города в 1910 году.
В годы Первой мировой войны Турция была союзницей Германии; после их поражения в войне и заключения Мудросского перемирия, 13 ноября 1918 года Константинополь оккупирован войсками Англии, Франции и Италии.
Национальное турецкое движение во главе с Мустафой Кемалем Ататюрком, при значительной финансовой и военной помощи, оказанной большевистским правительством РСФСР, в 1922 году освободило Константинополь от Антанты.
|                                            |                                    |                                              | |                                                                                    |
| Эрнст Кёрнер. Вид Константинополя, 1910 г. | Фотография Константинополя XIX век | Эминёню и Новая мечеть между 1890 и 1900 гг. | «Город Константинополь смотрит на юг в сторону Мраморного моря». Рукописная карта из турецкого морского атласа «Виды островов Средиземного моря», 1526, Галлиполи. | Карта Константинополя, опубликованная в словаре Брокгауза и Ефрона на рубеже веков |

### Турецкая Республика
В октябре 1923 года, после победы турецкого национального движения во главе с Кемалем Ататюрком и установления Турецкой Республики, столичные функции Константинополя перешли к Анкаре, однако, город сохранил роль торгово-промышленного, культурного центра страны.
После принудительного выселения православного населения из Турции в 1923 году, он оставался единственным городом страны, где сохранялось значительное греческое население, однако ряд дискриминационных мер экономического характера, предпринятых кемалистским режимом в 1930-е — 1940-е гг., привёл к экономическому упадку и относительному запустению Перы, ранее процветавшего района греческого бизнеса и культуры. Последовавшие во второй половине XX века погромы и дискриминация коренного греческого населения привели к исчезновению сколько-нибудь численно значимой греческой общины; тем не менее, Стамбул остаётся центром Константинопольского Патриархата с резиденцией Вселенского Патриарха в квартале Фанар (Фенер).
3 сентября 1989 года был открыт Стамбульский метрополитен, в настоящее время состоящий из 9 линий со 101 станцией, 7 линий расположены в европейской части города, 2 линии — в азиатской части. 29 октября 2018 года был открыт международный аэропорт Стамбул — один из крупнейших в мире.

## География

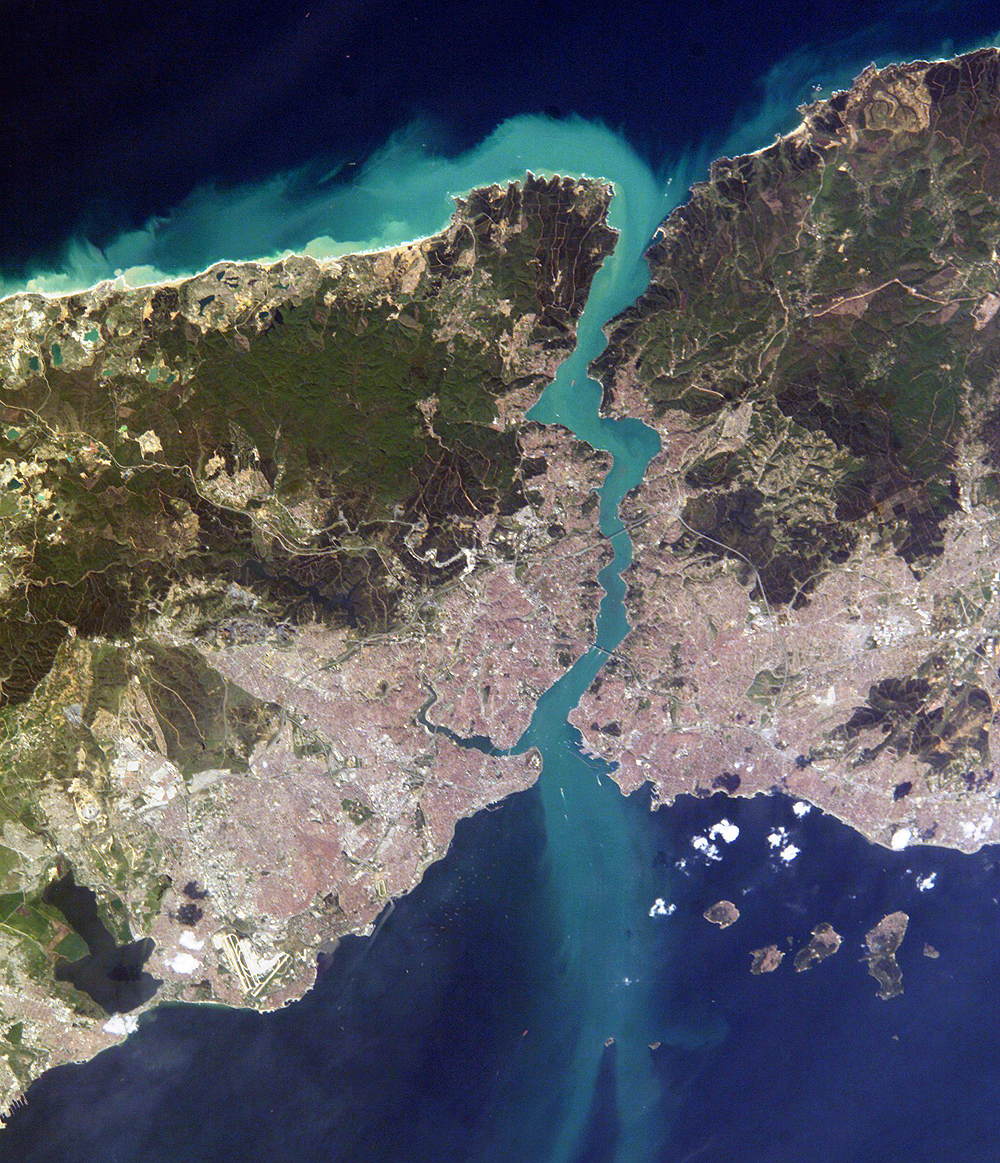
Расположение города

### Расположение
Расположен в холмистой местности на северо-западе Турции на обоих берегах пролива Босфор и с юга — на берегу Мраморного моря. Основная часть города находится в Европе, меньшая — в Азии. В свою очередь, европейская часть города делится на две части бухтой Золотой Рог.
Город расположен на пути из Чёрного моря в Мраморное море и далее в Средиземное. Расстояние до Анкары составляет 446 км на восток.

### Климат
Основная статья: Климат Стамбула

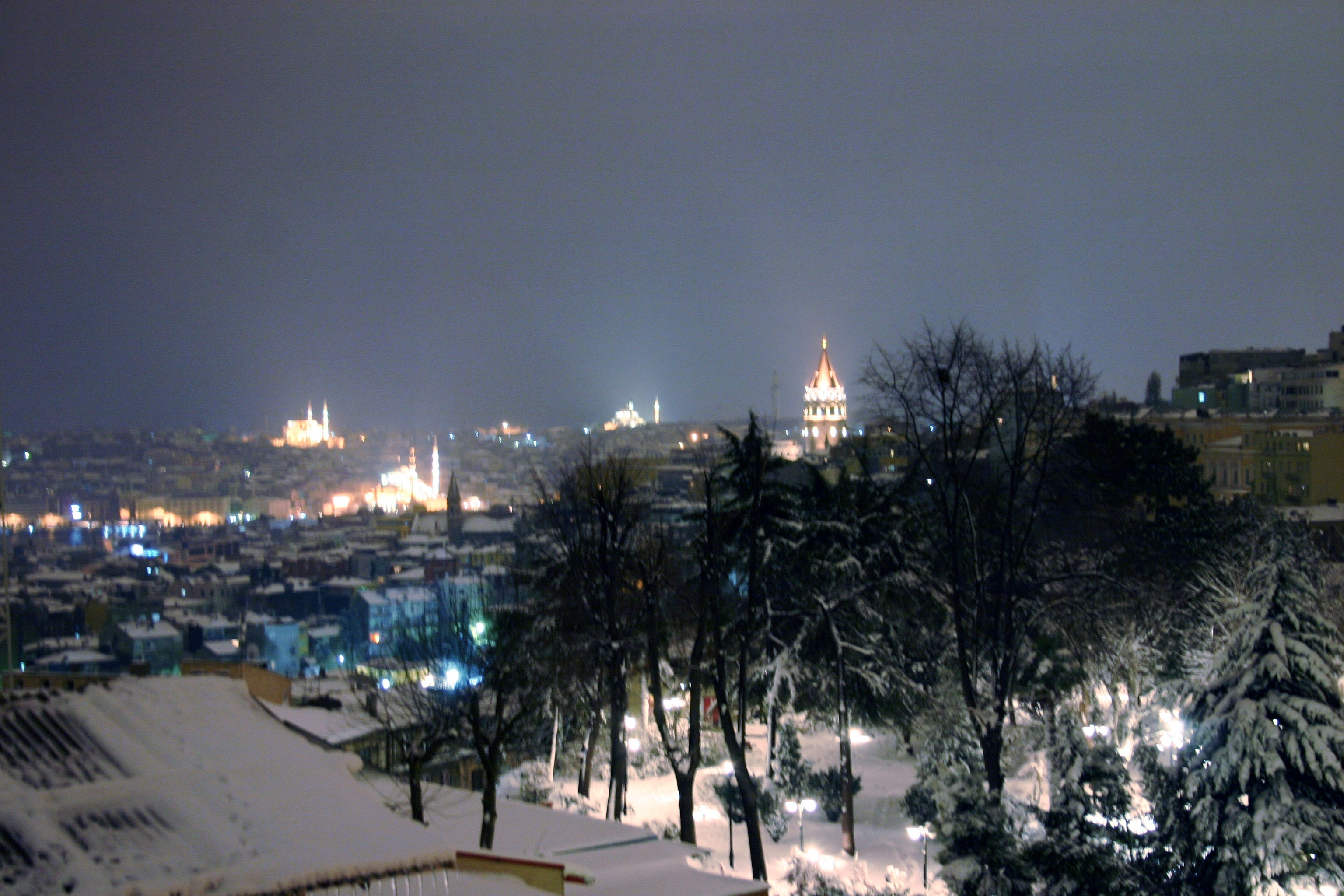
Зима в Стамбуле

Располагается на окраине зоны субтропического климата, однако испытывает влияние холодных ветров с севера.
Зимой температура, в среднем, — между +3 °C и +9 °C. Зима прохладная и влажная, температура — ниже 0 °C бывает в среднем 21 день в году. Почти каждой зимой выпадает снег.
Весна и осень мягкие, но склонны к резким перепадам температуры.
Летом жарко, средняя температура от 19 °C до 28 °C, имеются периоды высокой влажности воздуха. Однако сильная жара (35 °C и выше) в городе бывает редко.
За год выпадает в среднем 850 мм осадков, в основном в виде дождей, которые приходятся приблизительно на 123 дня.
Город получает более 2000 солнечных часов в год.
Среднегодовая относительная влажность всегда высока, в среднем около 71,5 %.
Абсолютный минимум температуры −16,1 °C зафиксирован 9 февраля 1927 года, абсолютный максимум +40,5 °C 12 июля 2000 года.
| Показатель | Янв.  | Фев.  | Март | Апр. | Май  | Июнь | Июль | Авг. | Сен. | Окт.  | Нояб. | Дек.  | Год   |
| --- | ----- | ----- | ---- | ---- | ---- | ---- | ---- | ---- | ---- | ----- | ----- | ----- | ----- |
| Абсолютный максимум, °C                                                                                              | 18,3  | 24,0  | 26,2 | 32,9 | 33,0 | 40,2 | 40,5 | 38,8 | 33,6 | 34,2  | 27,2  | 21,2  | 40,5  |
| Средний суточный максимум, °C                                                                                        | 8,7   | 9,1   | 11,2 | 16,5 | 21,4 | 26,0 | 28,4 | 28,5 | 25,0 | 20,1  | 15,3  | 11,1  | 18,4  |
| Средняя температура, °C                                                                                              | 5,9   | 5,9   | 7,6  | 12,1 | 16,7 | 21,0 | 23,4 | 23,6 | 20,2 | 16,0  | 11,9  | 8,2   | 14,3  |
| Средний суточный минимум, °C                                                                                         | 2,9   | 2,8   | 3,9  | 7,7  | 12,0 | 16,0 | 18,5 | 18,7 | 15,5 | 12,0  | 8,5   | 5,3   | 10,3  |
| Абсолютный минимум, °C                                                                                               | −10,4 | −16,1 | −7   | −0,6 | 3,6  | 8,0  | 10,5 | 8,2  | 5,2  | 1,0   | −4    | −9,4  | −16,1 |
| Норма осадков, мм | 101,2 | 79,3  | 69,8 | 45,4 | 35,2 | 37,5 | 38,9 | 48,9 | 62,7 | 100,8 | 108,5 | 124,5 | 850,3 |
| Источник: Всемирная метеорологическая организация (ООН) BBC Weather Centre Devlet Meteoroloji İşleri Genel Müdürlüğü |       |       |      |      |      |      |      |      |      |       |       |       |       |

#### Таблица среднемесячного распределения температур
| Месяц    | Высокая температура | Высокая температура | Низкая температура | Низкая температура  | Дождливые дни | Солнечные дни |
| Месяц    | Средняя             | Абсолютная          | Средняя            | Абсолютная          | Дождливые дни | Солнечные дни |
| -------- | ------------------- | ------------------- | ------------------ | ------------------- | ------------- | ------------- |
| Январь   | 9                   | 19                  | 3                  | {\displaystyle -}13 | 18            | 2.6           |
| Февраль  | 9                   | 24                  | 2                  | {\displaystyle -}16 | 15            | 3.3           |
| Март     | 11                  | 27                  | 3                  | {\displaystyle -}11 | 14            | 4.4           |
| Апрель   | 16                  | 33                  | 7                  | {\displaystyle -}2  | 9             | 6.6           |
| Май      | 21                  | 34                  | 12                 | 2                   | 8             | 8.9           |
| Июнь     | 26                  | 37                  | 16                 | 6                   | 5             | 10.8          |
| Июль     | 29                  | 39                  | 18                 | 11                  | 4             | 11.7          |
| Август   | 29                  | 41                  | 20                 | 10                  | 3             | 11.3          |
| Сентябрь | 25                  | 38                  | 15                 | 6                   | 6             | 8.5           |
| Октябрь  | 21                  | 33                  | 12                 | 3                   | 10            | 6.2           |
| Ноябрь   | 15                  | 27                  | 9                  | {\displaystyle -}7  | 13            | 4.6           |
| Декабрь  | 11                  | 22                  | 5                  | {\displaystyle -}12 | 17            | 2.3           |

## Районы Стамбула

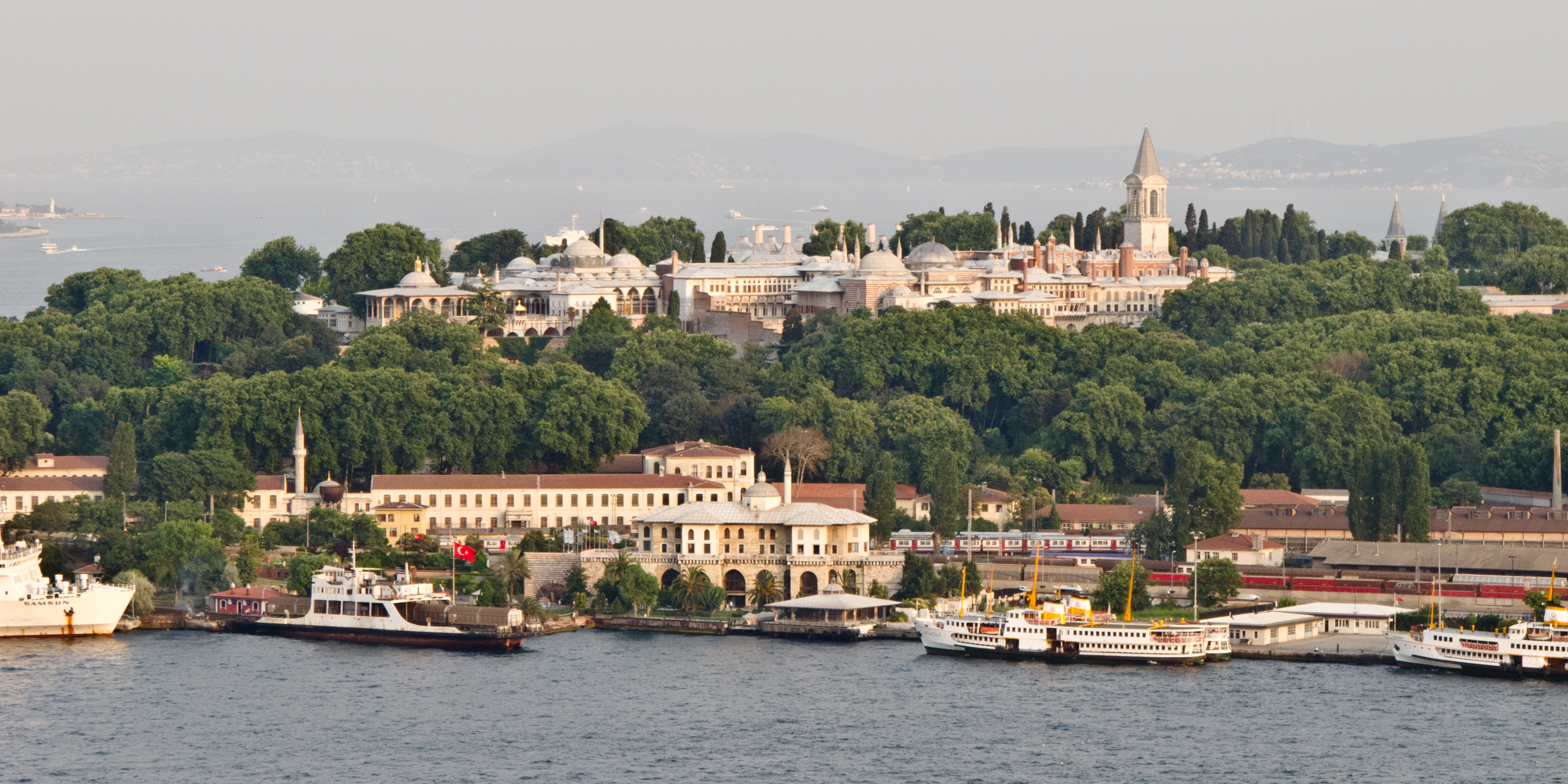
Панорама района Султанахмет

### Исторические районы и кварталы Стамбула

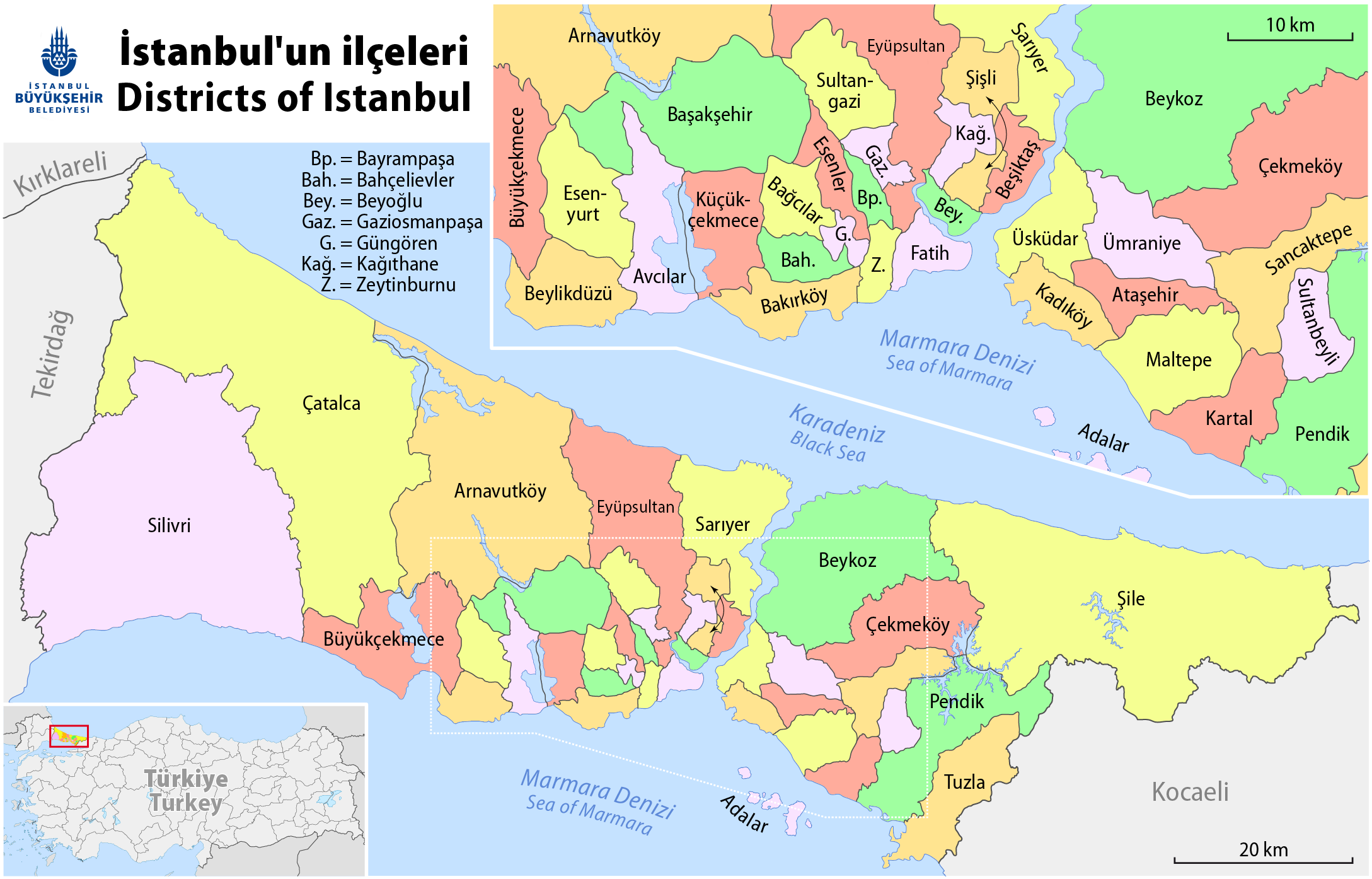
Административное деление города

Европа:
Айвансарай, Аксарай, Байрампаша, Бакыркёй, Балат, Бебек, Бешикташ, Беязит, Газиосманпаша, Галата, Долмабахче, Ешилкёй, Зейтинбурну, Кягытхане, Капалы Чарши, Вефа, Джибали, Зейрек, Кабаташ, Касымпаша, Лалели, Ортакёй, Пера, Сарыер, Султанахмет, Сулукуле, Таксим, Фатих, Фенер, Чукурджума, Шишли, Эминёню, Эюп;
Азия:
- Кадыкёй,
- Ускюдар.

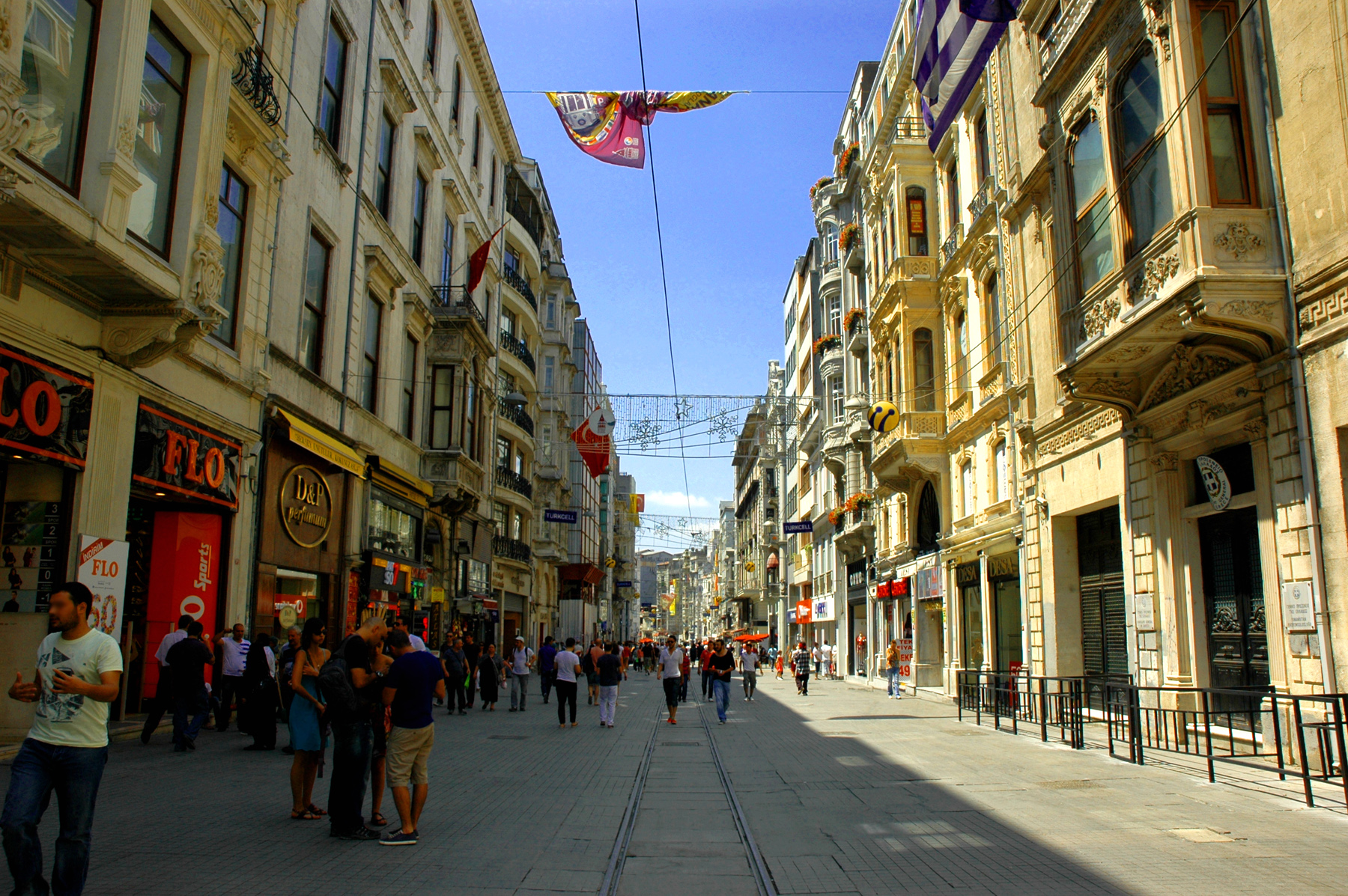
Главная торговая улица Истикляль
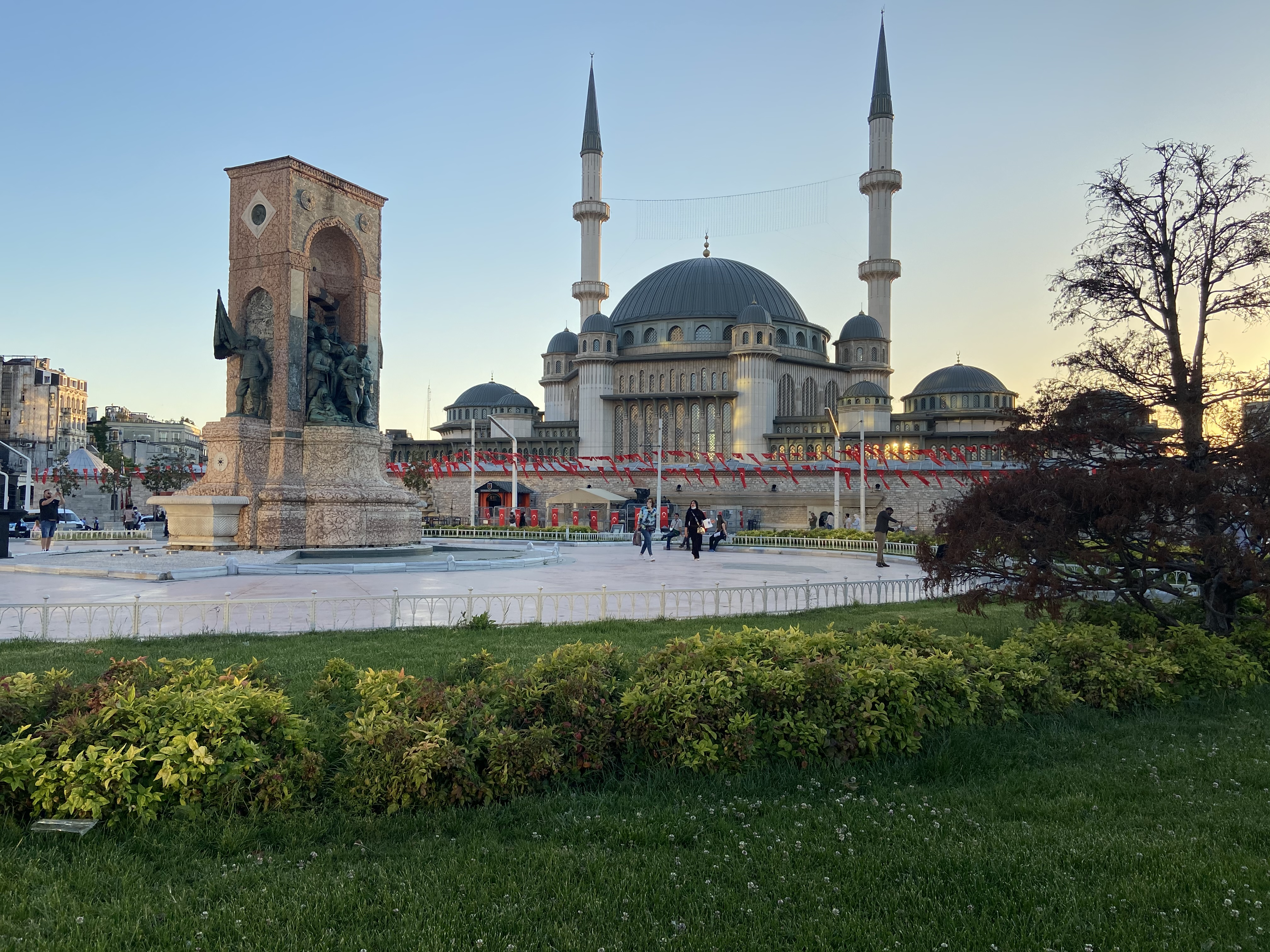
Площадь Таксим
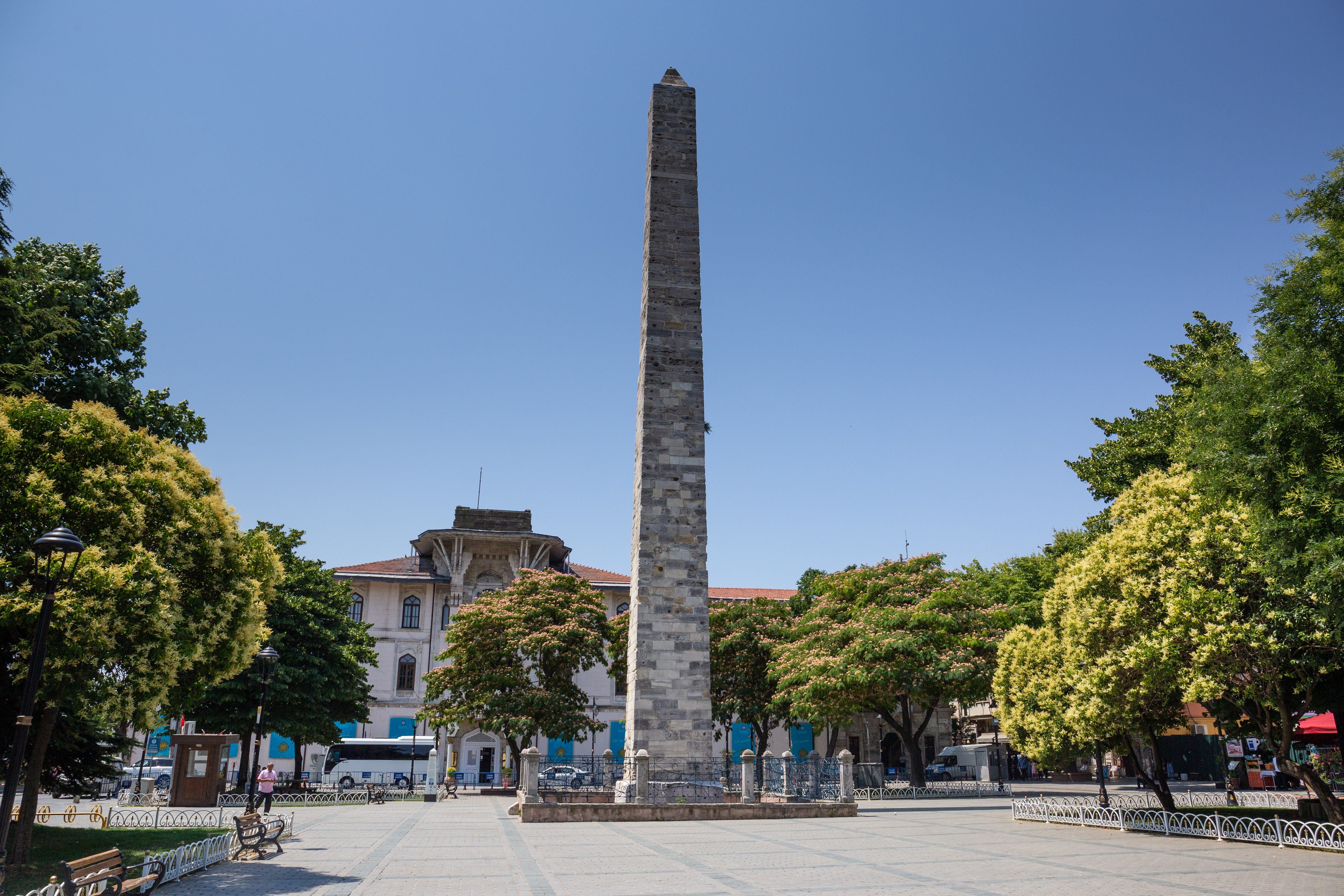
Площадь Ипподром
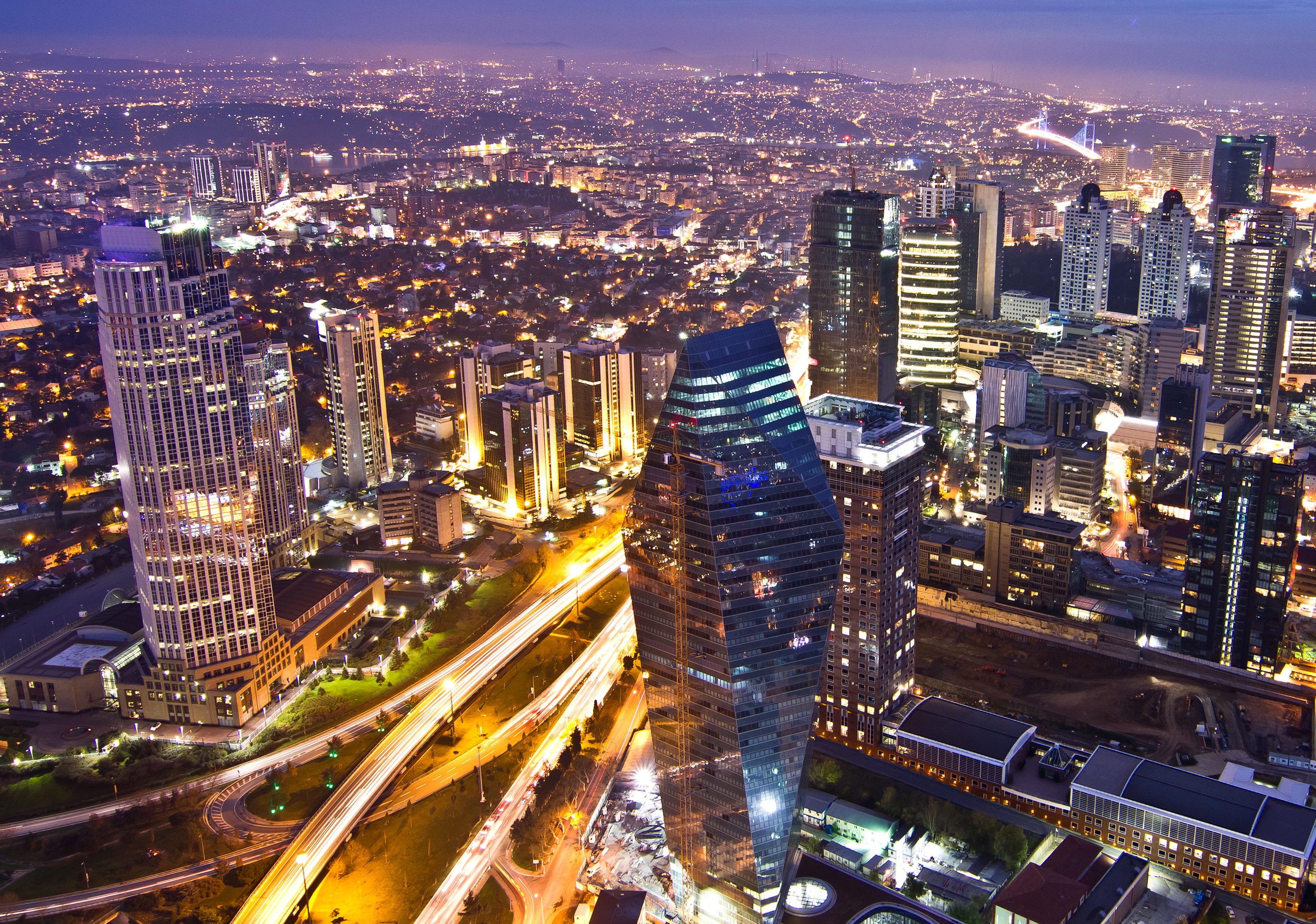
Туман в районе Левент

### Административное деление
С апреля 2008 года и по настоящее время в состав ила (провинции) Стамбул входят 39 ильче (тур. ilçe, ilçeleri) или муниципальных районов, образующих городскую агломерацию Большой Стамбул, население которой составляет 15 029 231 человек (2017 год). Стамбульская столичная муниципальная мэрия İBB (тур. İstanbul Büyükşehir Belediyesi) координирует и контролирует деятельность всех районных муниципалитетов. К её ведению относятся вопросы общего бюджета, налогов и сборов, социального обеспечения, инфраструктурных проектов, строительства, транспорта, благоустройства и т. д.

## Население

Демографическая пирамида Стамбула в 2022

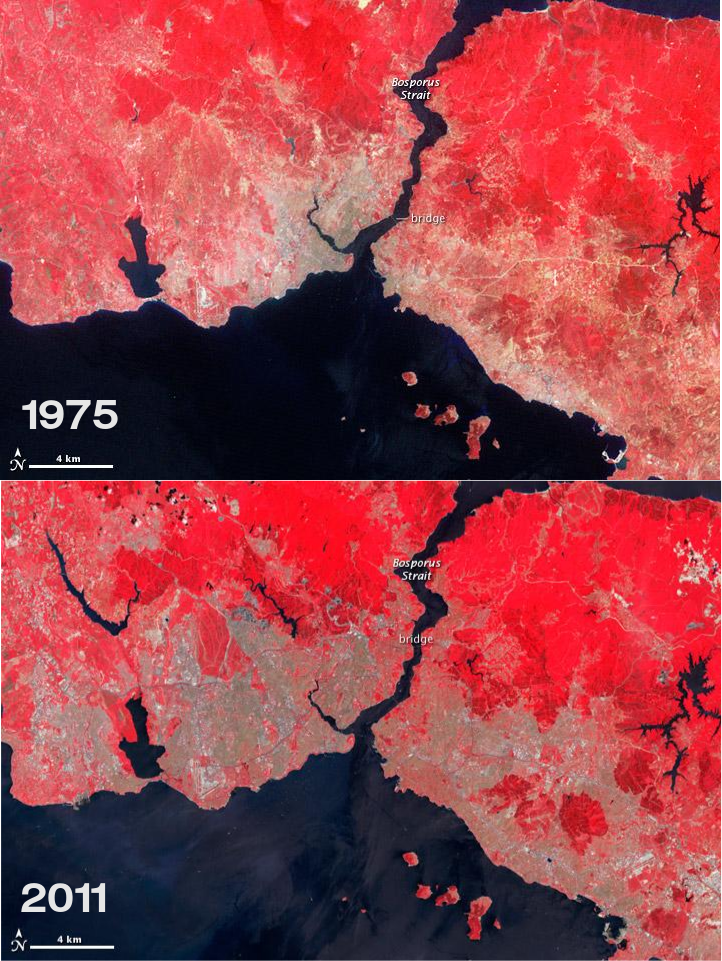
Две карты, сравнивающие размеры районов Стамбула (обозначены как серые зоны) в 1975 и 2011 годах

На протяжении большей части своей истории Стамбул входит в число крупнейших городов мира. К 500 году н. э. Константинополь с населением от 400 до 500 тысяч человек обошёл своего предшественника Рим, в борьбе за звание крупнейшего города мира. Вплоть до XII века состязался с другими крупными городами, такими как Багдад, Чанъань, Кайфэн и Мерв, за статус самого густонаселённого в мире. В дальнейшем, он никогда больше не был крупнейшим в мире, но оставался крупнейшим городом Европы с 1500 по 1750 год, когда он был превзойдён Лондоном.
По данным Турецкого статистического института, население муниципалитета Стамбула в конце 2014 года составляло 15 029 231 человек, таким образом в нём проживало 18,6 % населения страны. По другим данным, в том же году население в черте города составляло 14 657 434. Около 97—98 % жителей столичного муниципалитета проживали в черте города, по сравнению с 89 % в 2007 году и 61 % в 1980 году. 64,9 % (2/3) жителей проживают на европейской стороне города и 35,1 % (1/3) на азиатской. Стамбул — крупнейший город в Европе, но европейская часть его всё же уступает по количеству населения Москве. Несмотря на то, что город занимает 4-е место в мире по населению (после Шанхая, Пекина и Лагоса (исключая Чунцин)) Список городов по численности населения, он лишь на 24-м месте среди городских территорий и 18-м среди городских агломераций, поскольку пределы города примерно эквивалентны агломерации. Сегодня он является одной из крупнейших городских агломераций в Европе, наряду с Москвой. Годовой рост населения Стамбула на 3,45 % является самым высоким среди семидесяти восьми крупнейших мегаполисов стран-членов ОЭСР.
Особенно быстрый рост населения наблюдался во второй половине XX века, население города с 1945 по 2000 год увеличилось в десять раз. Рост происходил благодаря расширению городских границ, особенно в период между 1980 и 1985 годами, когда численность жителей почти удвоилась. Значительный рост в XX и XXI веках в основном за счёт мигрантов из восточных регионов Турции, ищущих работу и лучших условий жизни. Число жителей города, происходящих из семи северных и восточных провинций, больше, чем население этих провинций; более полумиллиона жителей Стамбула являются выходцами из провинций Сивас и Кастамону. Стамбул занимает первое место в мире по количеству принятых беженцев (почти 559 тыс.чел.), также в городе проживает большое количество мигрантов из разных стран. Только 28 % жителей города родились в нём. Наиболее густонаселённые районы европейской стороны, как правило, лежат на северо-западе, западе и юго-западе от центра города; самым густонаселённым районом на азиатской стороне является Ускюдар. Каждый 5-й житель Турции (с населением 85 млн) проживает в Стамбуле.

### Религиозные и этнические группы

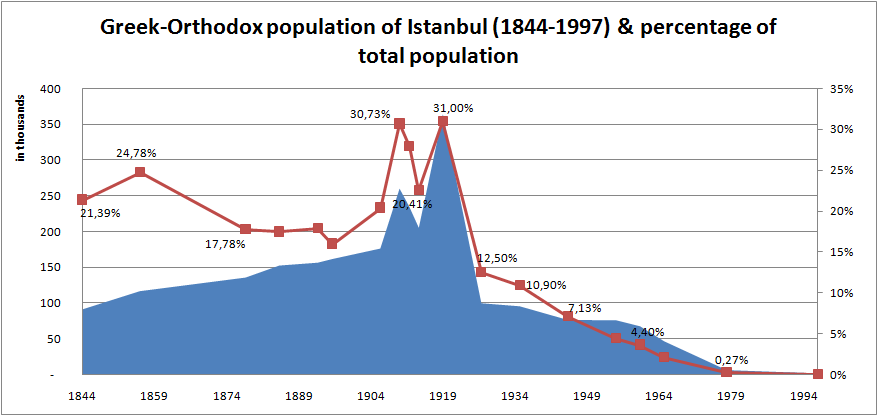
Греческое население Стамбула и его доля от общего населения города (1844—1997). Греко-турецкий обмен населением 1923 года, налог на богатство 1942 года и Стамбульский погром 1955 года способствовали резкому сокращению греческой общины.

Стамбул на протяжении большей части своей истории был космополитическим городом, в котором турки составляли лишь относительное большинство. Так, в 1910 году христиане составляли половину населения города.
Санджак Константинополь (1912 г.)
| Санджак          |         | турки   | греки   | армяне | болгары | евреи     | всего   |
| Константинополь  | Стамбул | 213 605 | 45 580  | 78 241 | 2 859   | 10 814    | 358 541 |
|                  | Пера    | 90 178  | 175 200 | 40 989 | 1 472   | 27 877    | 459 372 |
| Кючук-чекмедже   | 4 950   | 14 495  | 3 500   | -      | 100     | 23 195    |         |
| Чаталджа         | 7 200   | 32 225  | 30      | -      | 20      | 39 530    |         |
| Бюук-чекмедже    | 3 980   | 11 681  | -       | -      | -       | 15 661    |         |
| Силиври          | 4 920   | 10 851  | 873     | -      | 2 010   | 18 884    |         |
| Скутари          | 81 117  | 34 640  | 50 360  | -      | 5 670   | 168 787   |         |
| Харталими        | 10 500  | 9 670   | 2 200   | -      | 20      | 22 395    |         |
| Гюбиз            | 12 300  | 8 000   | -       | -      | -       | 20 600    |         |
| Принцевы острова | 670     | 10 250  | 300     | -      | -       | 12 020    |         |
| Бейкоз           | 4 894   | 2 597   | 1 900   | -      | -       | 9 788     |         |
| Чили             | 14 800  | 9 300   | 800     | -      | -       | 24 900    |         |
| Итого:           | 449 114 | 364 489 | 159 193 | 4 331  | 46 581  | 1 173,673 |         |

Источник: George Sotiriadis: An Ethnological Map Illustrating Hellenism, 1918
После распада Османской империи он становится более однородным.
Большинство религиозных и этнических меньшинств Турции остаются сосредоточёнными в Стамбуле. Подавляющее большинство населения города являются мусульманами-суннитами. Большинство их следуют за ханафистской школой ислама, лишь примерно 10 % придерживаются школы Шафи. Самое крупное ответвление ислама, не относящееся к суннизму и насчитывающая 4,5 миллиона человек — алевиты. Их треть живёт в Стамбуле. Мистические движения, такие как суфизм, были официально запрещены после создания Турецкой Республики, но у них по-прежнему есть многочисленные последователи.
Константинопольский Патриарх с VI века является Вселенским Патриархом и лидером миллионов православных христиан мира. С 1601 года его резиденцией является стамбульский собор Св. Георгия. В XIX веке христиане города, как правило, были либо греками, либо армянами. Также в Стамбуле находится резиденция предстоятеля малочисленной Турецкой православной церкви. События XX века, в том числе греко-турецкий обмен населением 1923 года, введение налога на богатство в 1942 году и Стамбульский погром 1955 года, греческое население, первоначально сосредоточенное в Фенере и Самате, значительно сократили. В начале XXI века оно составляло 3000 человек (по сравнению с 130 000 в 1923 году и 260 000 человек по данным османской переписи 1910 года). Геноцид армян привёл к резкому снижению численности армянского населения Турции, в результате сегодня в Стамбуле насчитывается от 50 000 до 70 000 армян, по сравнению с 164 000 чел. в 1913 году.

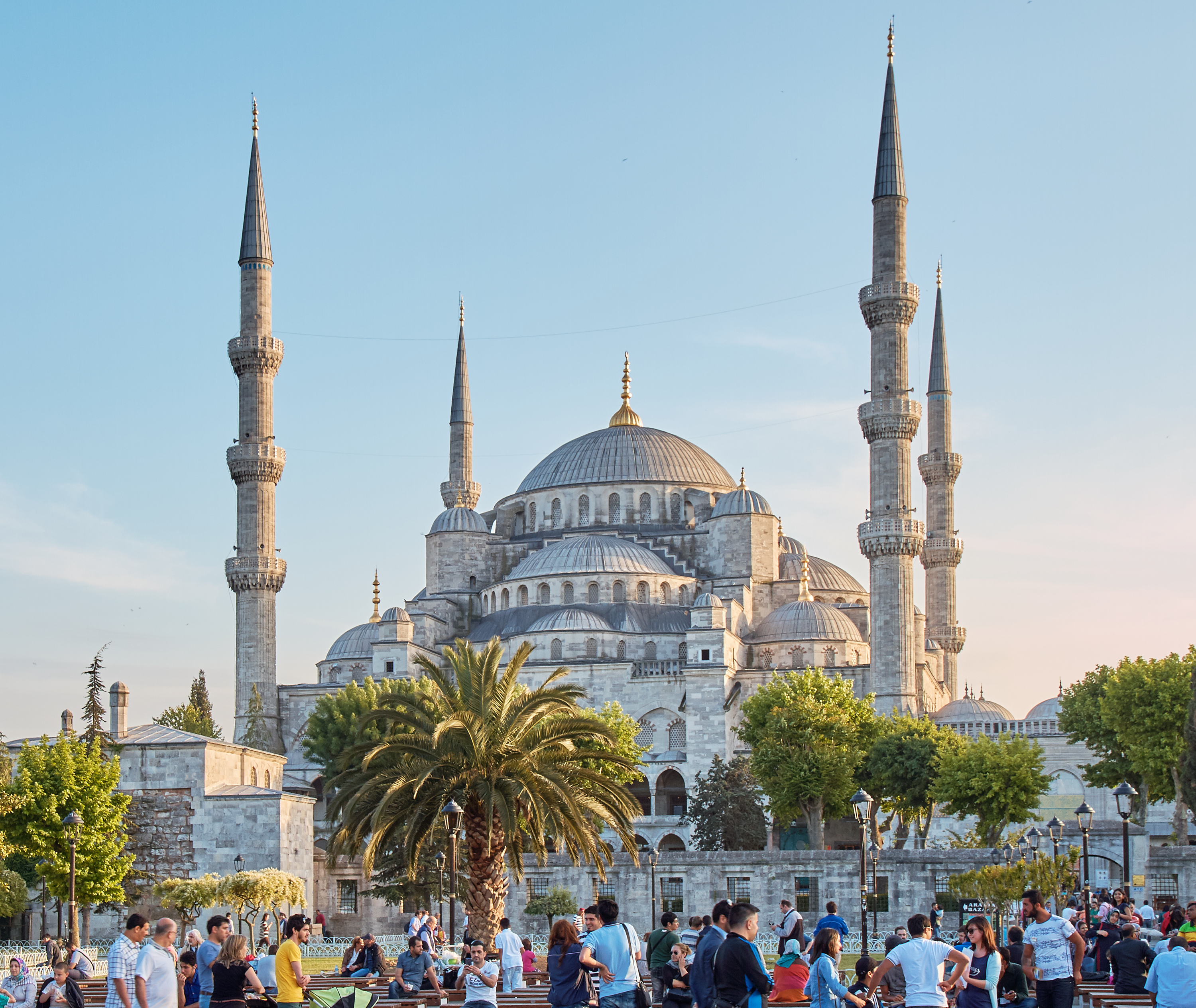
Завершённая в 1616 году, мечеть Султанахмет широко известна как Голубая мечеть благодаря голубой плитке «изнике», которая украшает её интерьер

Крупнейшим этническим меньшинством в городе является курдская община, происходящая из восточной и юго-восточной Турции, хотя они стали селиться в городе сразу после того как он стал османским, приток курдов в Стамбул ускорился с начала курдско-турецкого конфликта, то есть с конца 1970-х годов. По разным данным, около двух-трёх миллионов жителей города являются курдами, что означает, что в Стамбуле проживает больше представителей этого народа, чем в любом другом городе мира. Есть другие значимые этнические меньшинства, так, боснийцы составляют большинство в районе Байрампаша. В окрестностях Балата раньше находилась значительная община евреев-сефардов, образованная после их изгнания из Испании в 1492 году. Романиоты и ашкеназы поселились здесь ещё до сефардов, но с тех пор их доля значительно сократилась. Так, ашкеназы на сегодня составляют всего 1 % еврейской общины Стамбула. В целом, еврейское население Турции, во многом благодаря эмиграции в Израиль, в целом сократилось со 100 000 в 1950 году до 18 000 в 2005 году, причём большинство из них проживали в Стамбуле и Измире. Левантинцы, потомки купцов и колонистов из Южной Европы, которые селились в Галате начиная с периода Крестовых походов, сыграли важную роль в формировании культуры и архитектуры города в XIX и начале XX века. Сейчас их количество сократилось, но всё же они остаются в небольшом количестве. С увеличением взаимного сотрудничества между Турцией и рядом африканских государств, такими как Сомали и Джибути, в Стамбул стали приезжать студенты и работники из этих стран в поисках лучшего образования и трудоустройства. Существуют небольшие нигерийская, конголезская, камерунская и североафриканская арабская диаспоры.
В настоящее время подавляющее большинство жителей города — мусульмане, приверженцы суннизма.
Сохраняется немногочисленная община православных греков, до 1920-х годов составлявших значительное меньшинство населения османской столицы (более 100 тысяч в начале XX века). В квартале Фанар (Фенер) расположен центр Константинопольской Православной Церкви (тур. Rum Ortodoks Patrikhanesi, греч. Οικουμενικό Πατριαρχείο Κωνσταντινουπόλεως) и резиденция Вселенского Патриарха. Регулярное богослужение на церковнославянском языке совершается в двух небольших храмах в Галате (см. статью Афонские подворья), на румынском языке ведётся служба в храме Святой Параскевы Румынской православной церкви (Aya Paraskevi Rum Ortodoks Kilisesi, Kalaycıbahçe sok. No. 2, Hasköy / İstanbul).
Также существуют значительные общины приверженцев иных течений христианства, а также иудаизма. Здесь с 1461 года находится один из автономных патриархатов Армянской церкви — Константинопольский патриархат.
Доступ для посещения немусульманских религиозных объектов, когда не проходит богослужение, в большинстве мест всегда свободен, а в случае с синагогами может требовать предварительной записи и предъявления паспорта.
|                |                                     |                                                 |                         |
| Мечеть Ортакёй | Церковь Святого Антония Падуанского | Богослужение в соборе Святого Георгия в Фанаре. | Синагога Хемдат Исраэль |

## Экономика

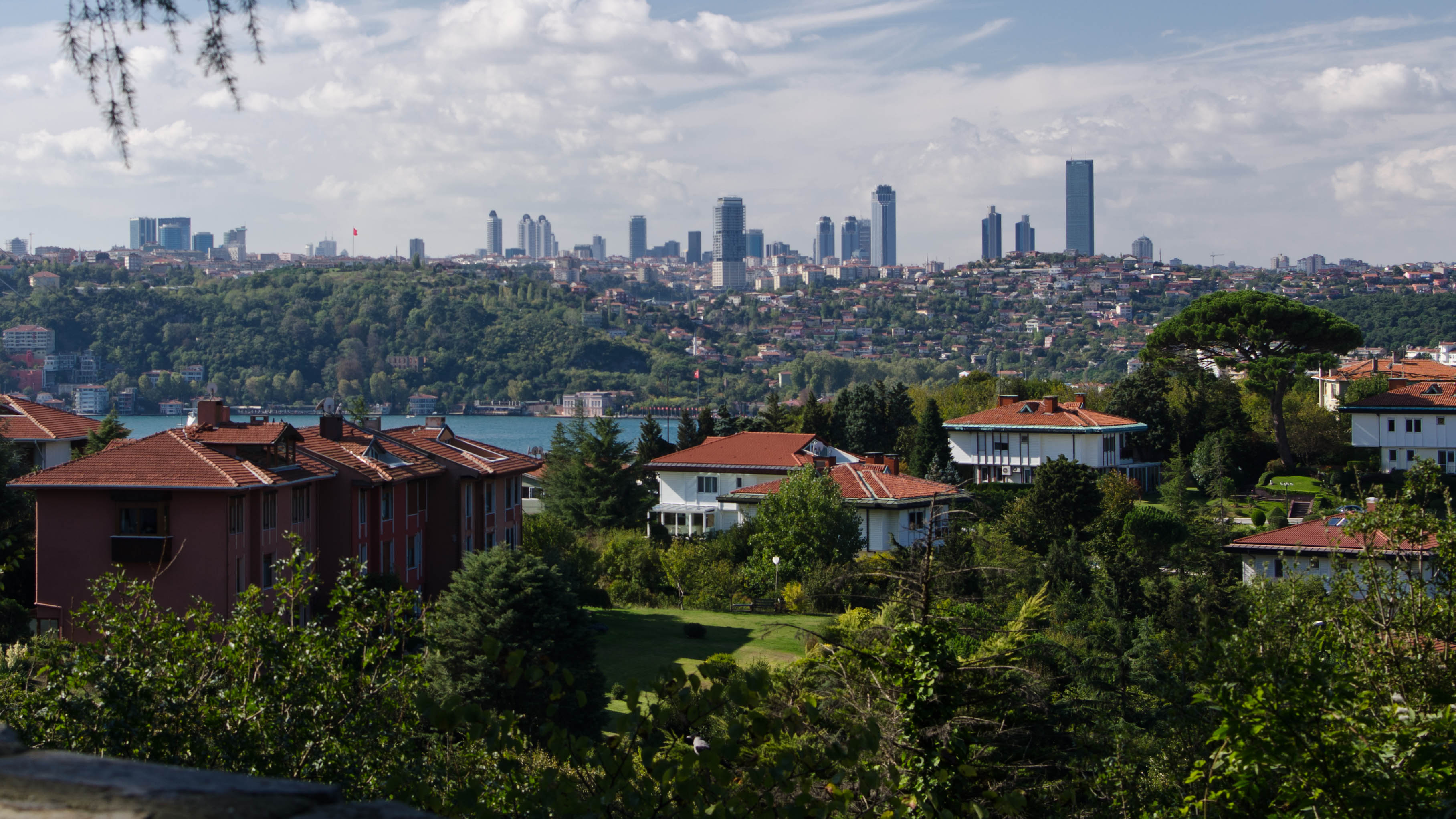
Стамбул

С середины 1990-х годов экономика Стамбула является одной из самых быстрорастущих экономик городов в рамках ОЭСР. Согласно исследованиям компании McKinsey Global Institute, к 2025 году город займёт в списке ВВП городов по ППС[прояснить] 14-е место в мире, а номинальный прирост к этому моменту составит порядка $291.5 млрд. На него приходится 27 % ВВП всей Турции и 20 % всей находящейся в стране рабочей силы. ВВП на душу населения Стамбула на 70 % выше среднего показателя по стране, а производительность как региона выше примерно на 50 % при том, что в основном стамбульская экономика производит продукты с высокой добавленной стоимостью.
Здесь собирается около 40 % всех турецких налогов. Данные показатели учитывают также 30 проживающих в городе миллиардеров. Стамбул занимает второе место в мире после Лас-Вегаса по числу регистрируемых браков, таким образом, он является одним из самых популярных направлений свадебного туризма.

### Промышленность
Стамбул имеет развитую диверсифицированную промышленность. Экономика в основном базируется на машиностроении, в том числе судостроении, химической, цементной, пищевой, лёгкой, полиграфической, электротехнической, деревообрабатывающей, бумажной и стекольной промышленности, торговле и туризме. Кроме того, производятся оливковое масло, табачные изделия, транспортные средства, электроника и другое. Несмотря на то, что экономика, в основном, производит товары с высокой добавленной стоимостью, множество товаров с низкой добавленной стоимостью активно производятся и даже более заметны. Это сувениры, турецкие сладости, одежда среднего качества, национальные костюмы и многое другое. Хотя в сумме они составляют лишь 26 % от ВВП города, 80 % экспорта приходится именно на них.

### Финансовый центр

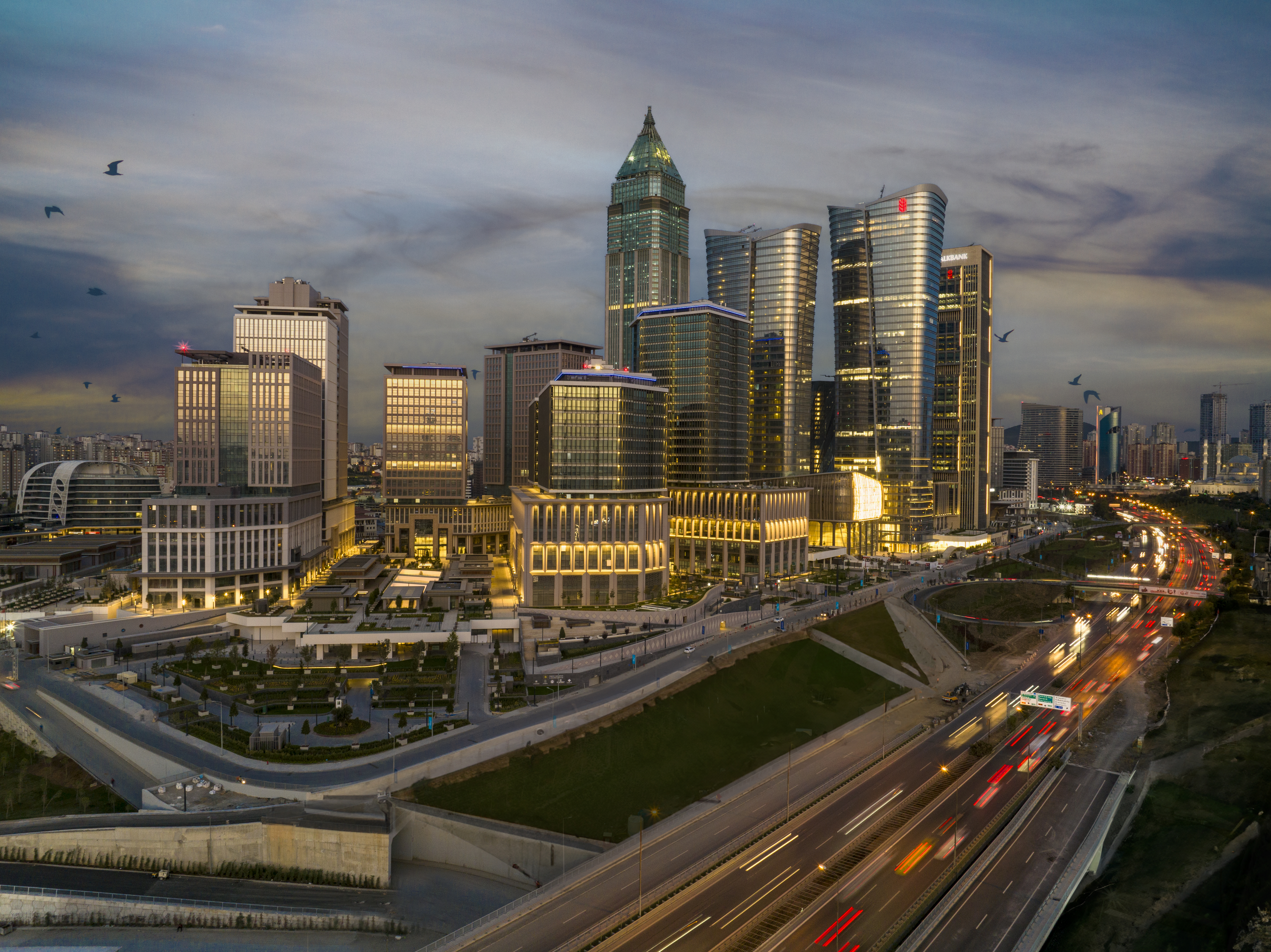
Стамбульский финансовый центр

Здесь располагается Стамбульская фондовая биржа, единственная биржа в Турции, которая объединила существовавшую ранее Стамбульскую золотую биржу и Турецкую биржу деривативов, базируются основные банки страны, иностранные страховые общества и агентства. Старая биржа была основана ещё во времена Османской империи, в 1866 году. В течение всего XIX и начала XX столетия Bankalar Caddesi («Банковая улица») в районе Галаты была финансовым центром всей Османской империи, здесь расположилась первая в Турции биржа. Улица оставалась важнейшим финансовым центром страны вплоть до 1990-х годов, когда большая часть турецких банков перевела свои штаб-квартиры в современные небоскрёбы в районах Левент и Маслак. В 1995 году Стамбульская биржа переместилась в своё нынешнее здание в районе Сарыер. Сегодня в Стамбуле построен ещё один крупный деловой центр Аташехир.

### Транзит через Босфор
Одним из важных факторов экономики города является его расположение на берегах Босфора, который является единственным морским путём между Чёрным и Средиземным морями, вследствие чего считается одной из самых загруженных водных артерий мира. Более 200 млн тонн нефти перевозится через пролив ежегодно. В среднем он загружен примерно в три раза больше чем Суэцкий канал, поэтому рассматривается вариант строительства обводного канала в европейской части для разгрузки Босфора. В Стамбуле располагается три крупных международных порта: порт Хайдарпаша, порт Амбарли и порт Зейтинбурну, а также множество более мелких портов и нефтяных терминалов вдоль всего пролива, а также на берегах Мраморного моря.

### Туризм
Стамбул — крайне популярное направление туризма. Данный сектор продолжает быстро развиваться. Если в 2000 году город посетило 2,4 млн иностранных туристов, то в 2012 году уже 11,6 млн, что вывело его на пятое место в мире среди популярных туристических направлений. Главные туристические объекты расположены в европейской части города. Здесь располагается около 90 % отелей. В городе действует семьдесят музеев, из которых только дворец Топкапы и Айя-София приносят в год 30 млн долларов чистого дохода. Всего здесь насчитывается 17 дворцов, 64 мечети и 49 исторических церквей, а также множество иных древних достопримечательностей (колонны, крепости, подземные цистерны и др.).

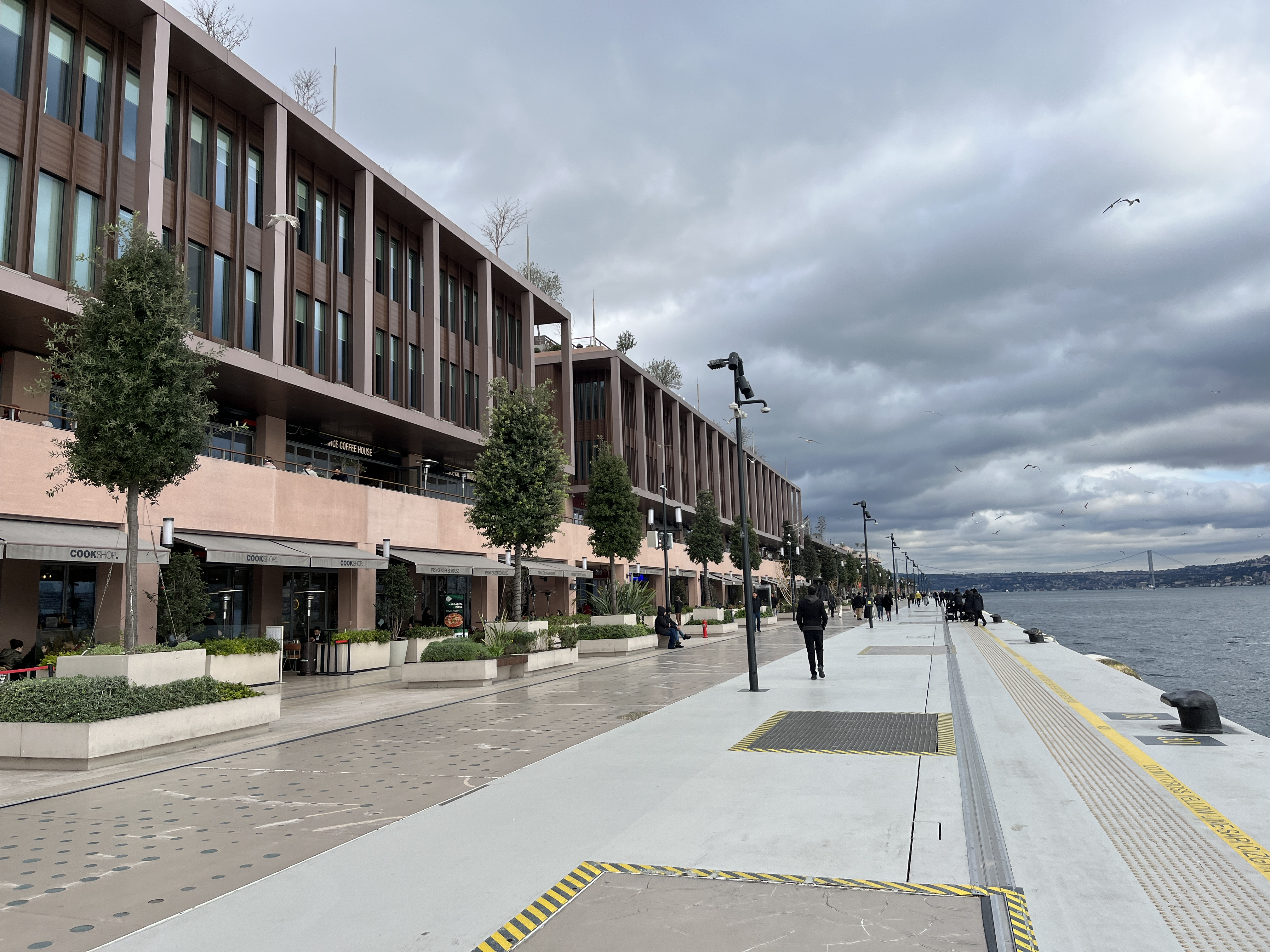
Галатапорт
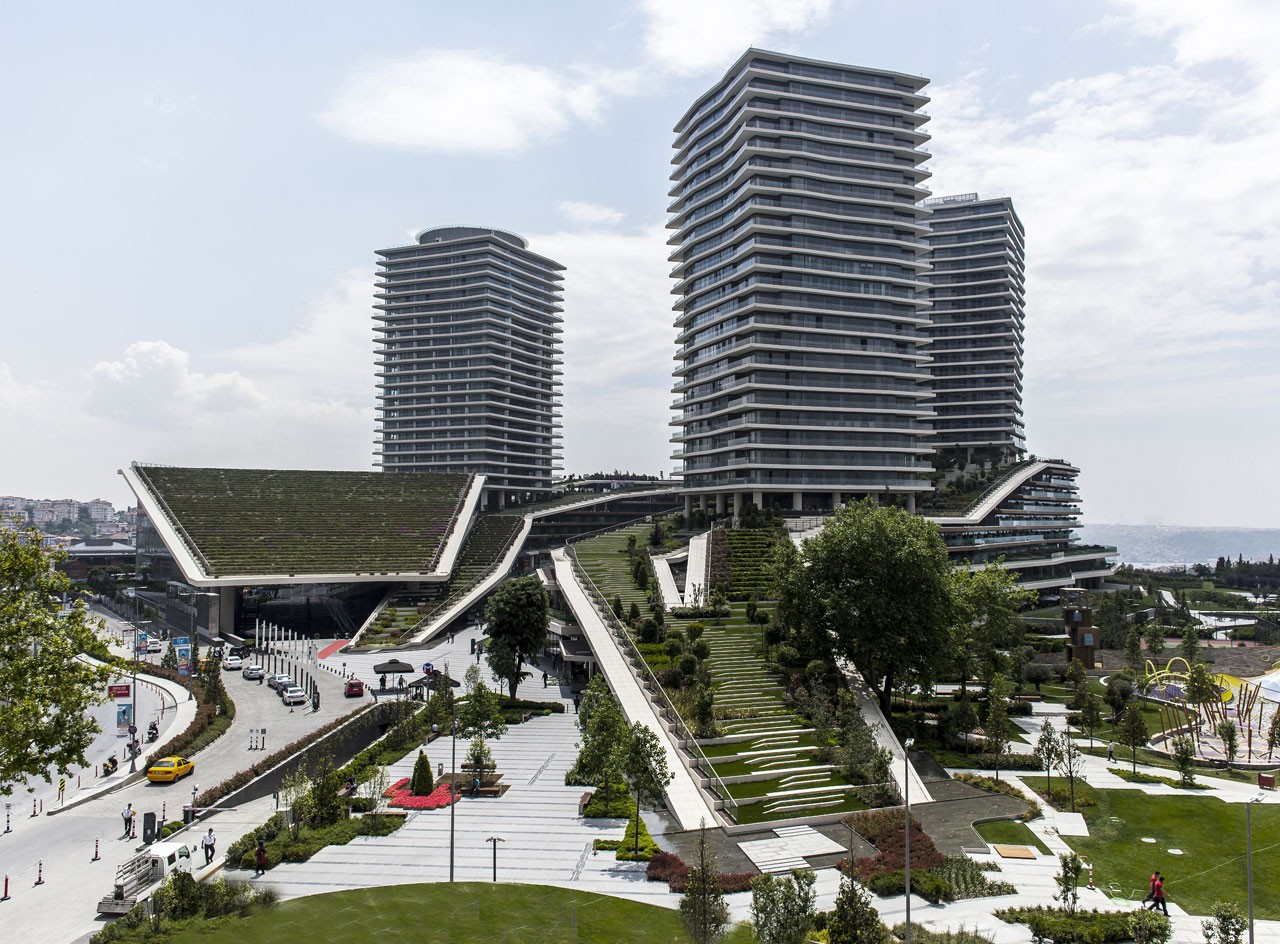
Гайреттепе, один из главных финансовых районов города
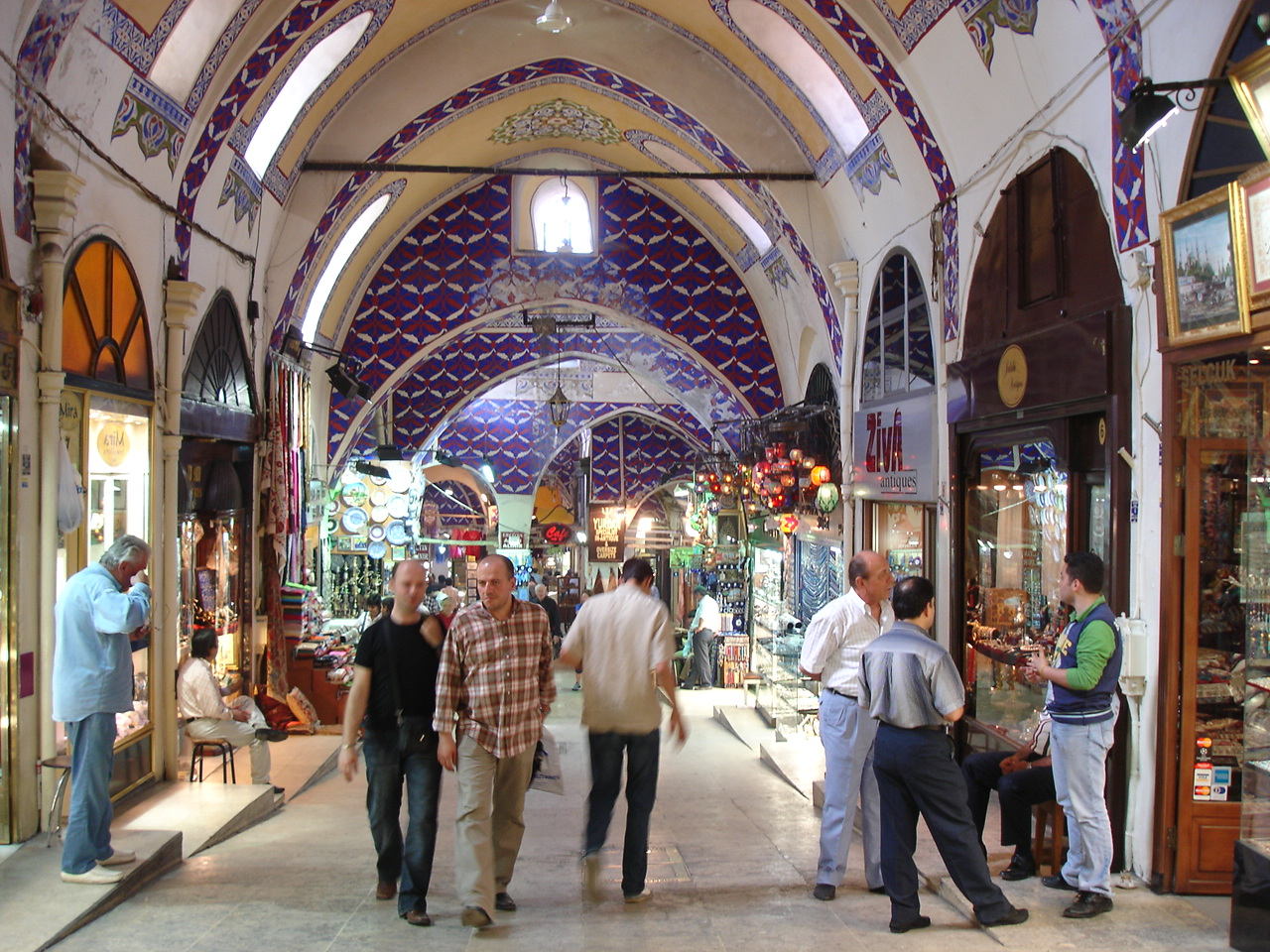
Гранд-базар
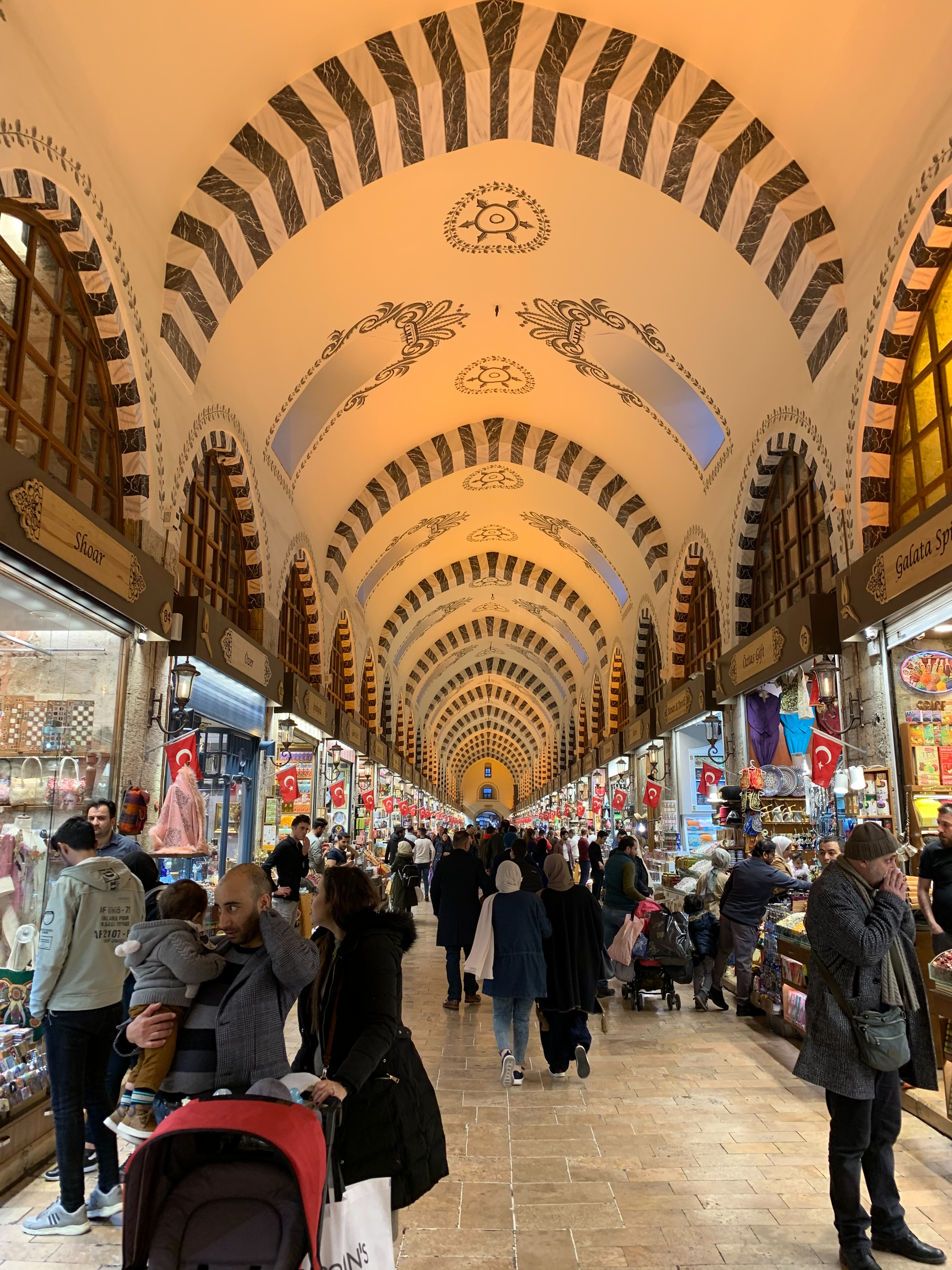
Египетский базар

## Наука и образование
Стамбул является научным центром Турции. В городе расположено несколько государственных университетов, среди них Стамбульский университет, Стамбульский технический университет, Университет Мармара и Босфорский университет, а также несколько частных университетов: Едитепе, Малтепе, Галатасарай, Фатих и др. Также находятся Стамбульская академия экономики и торговли, Стамбульский технический университет, Академия изящных искусств, Стамбульская консерватория и другие высшие учебные заведения. Действуют ряд научных обществ: Турецкое медицинское общество, Турецкое биологическое общество, Турецкое химическое общество. Крупнейшие библиотеки города: библиотека Стамбульского университета и библиотека Стамбульского технического университета, библиотека Сулеймание, библиотека Баязида, Библиотека Кёпрюлю (первая в Османской империи частная библиотека), Библиотека Атифа Эфенди. Самыми крупными являются Стамбульский университет (около 140 000 студентов), Университет Мармара (около 55 000 студентов). Университет Мармара является самым многоязычным университетом в Турции, где обучение на некоторых факультетах ведётся на английском, немецком, французском и др. языках. В городе множество частных и государственных средних школ, военных училищ.

## Спорт
В городе базируются такие футбольные клубы, как «Галатасарай», «Бешикташ», «Фенербахче» и «Истанбул Башакшехир». В 2005 и 2023 году, Стамбул принимал финал Лиги чемпионов.

## Культура
Стамбульский международный музыкальный фестиваль проводится в июне — июле.

### Музеи
Известнейшие музеи города: Голубая мечеть, мечеть Сулеймание, Софийский собор, Стамбульский археологический музей, музей живописи и скульптуры, дворец Топкапы, Мозаичный музей, музей турецкого и исламского искусства, музей восточной культуры, Муниципальный музей, музей Долмабахче с часами-башней, Едикуле, Цистерна Базилика, монастырь Хора, музей Пера в Бейоглу, музей Сакып Сабанджи, литературный музей-библиотека Ахмеда Хамди Танпынара, Музей невинности и другие.

### Театры и галереи

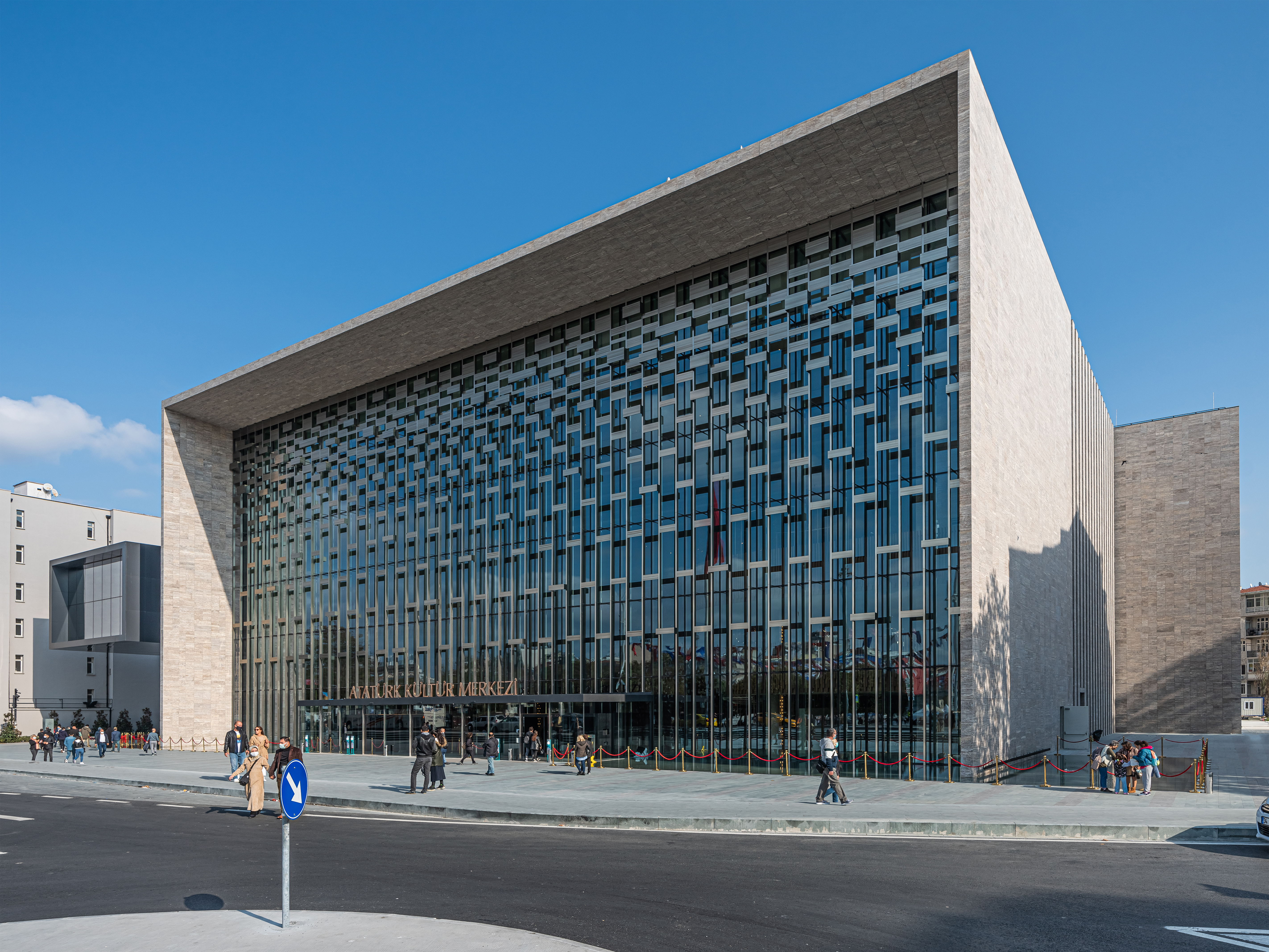
Культурный центр Ататюрка

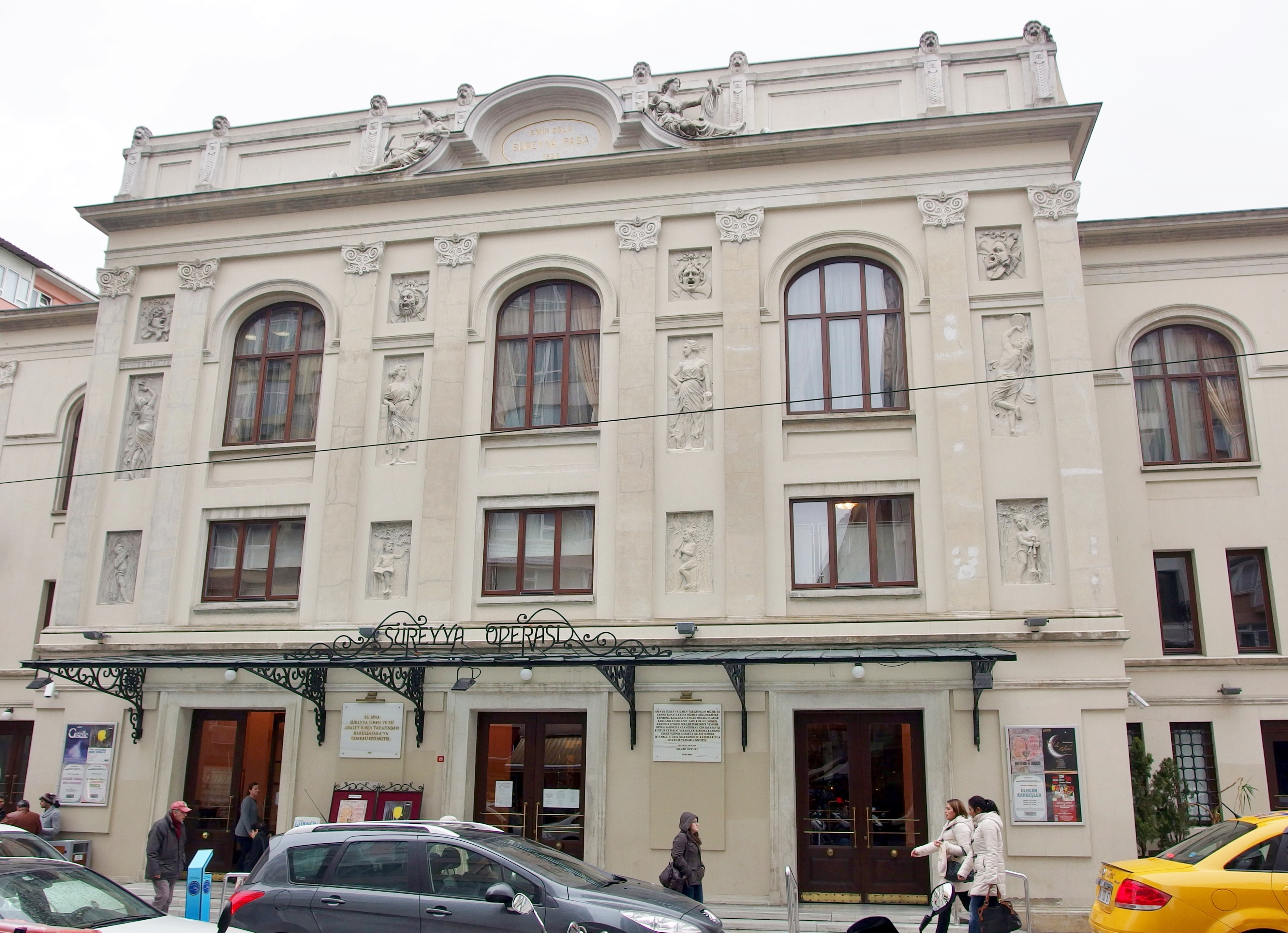
Оперный театр Сюрейя

Театры: Городской, «Кен-тер», «Культурный центр Ататюрка», «Харбие», «Фатих», «Гюльтепе», «Кадыкёй», оперный зал «Максим».

#### Выставки
Раз в два года в городе проходит биеннале современного искусства.

### Средства массовой информации
Издаются газеты «Сабах», «Радикал», «Миллиет», «Джумхуриет» и другие.

#### Телевидение
Расположены многочисленные общенациональные и местные телевизионные компании и студии: CNBC-e, CNN Türk, MTV Türkiye, NTV Turkey, Kanal D, ATV Turkey, Show TV, Star TV, Cine5, SKY Türk, FOX Turkey, Kanal 7, Kanal Türk, Flash TV, STV, Haber и другие.

## Архитектура
Среди сыгравших большую роль в определении архитектурного лица города отмечается зодчий Синан.

## Достопримечательности Стамбула
Основные достопримечательности города удобно разбить на четыре группы по их расположению:
- Главная группа достопримечательностей расположена в историческом центре Стамбула — районе Султанахмет;
- Вторая группа находится на западе от центра — в районах Беязыт и Фатих;
- На северном берегу залива Золотой Рог расположена третья группа достопримечательностей — в районах Галата, Таксим, Бешикташ;
- Отдельно стоят достопримечательности восточного берега Стамбула.

Перечисление достопримечательностей, разбитое по видам сооружений и историческим периодам, приведено ниже.

### Римско-византийский период
| - Цистерна Базилика - Акведук Валента - Ипподром | - Арка Феодосия - Городские стены - Золотые ворота | - Колонна и обелиск Константина - Колонна Маркиана - Готская колонна | - Музей дворцовых мозаик - Влахерны |

|                                          |                                   |                                       |                                    |                                   |
| Колонна Константина, площадь Чемберлиташ | Змеиная колонна, площадь Ипподром | Обелиск Константина, площадь Ипподром | Обелиск Феодосия, площадь Ипподром | Немецкий фонтан, площадь Ипподром |

### Церкви византийской эпохи (в том числе бывшие)
| - Собор Святой Софии (Айя-Софья) - Монастырь Вседержителя (Зайрек-джами) - Студийский монастырь - Монастырь Хора (Карие-джами) - Монастырь Мирелейон (Будрум-джами) - Монастырь Липса - Церковь Богородицы Паммакаристы (мечеть Фетие-джами) - Церковь Христа Пантепопта (Эски Эмарет-джами) - Церковь Святой Ирины (Айя-Ирена) - Церковь исполнения желаний - Монастырь Святого Георгия Кудунского - Болгарская церковь Святого Стефана | - Церковь Святых Сергия и Вакха (Малая Святая София или Кючюк Айя-София) - Церковь Марии Монгольской - Церковь Святой Феодосии (мечеть Гуль-джами) - Церковь Петра и Марка (мечеть Атик Мустафы-паши) - Церковь Св. Феодора (Мола Гюрани-джами) - Церковь Иоанна Предтечи в Трулло - Церковь Богородицы Кириотиссы (мечеть Календерхане) - Церковь Святого Андрея в Крисе |

### Современные церкви
- Церковь святого Антония Падуанского

### Мечети
| - Мечеть Шехзаде - Мечеть Султанахмед («Голубая мечеть») - Мечеть Сулеймание (Сулеймание-джами) - Мечеть Рустема-паши (Эминёню) - Новая мечеть (Мечеть Йени Джами) | - Мечеть Беязит - Мечеть Фатих - Мечеть Лалели - Мечеть Валиде-Султан (Аксарай) - Мечеть Йылдыз Хамидие | - Мечеть Явуз-Селим - Мечеть Нуросманийе - Мечеть Ортакёй - Мечеть Михримах Султан (Эдирнекапы) - Мечеть Михримах Султан (Ускюдар) |

### Дворцы
| - Султанский дворец Топкапы - Дворец Долмабахче - Дворец Йылдыз | - Руины Влахернского дворца (Текфур Сарай) - Руины дворца Буколеон - Павильоны Маслак | - Дворец Гёксу - Дворец Бейлербейи - Дворец Айналы Кавак |

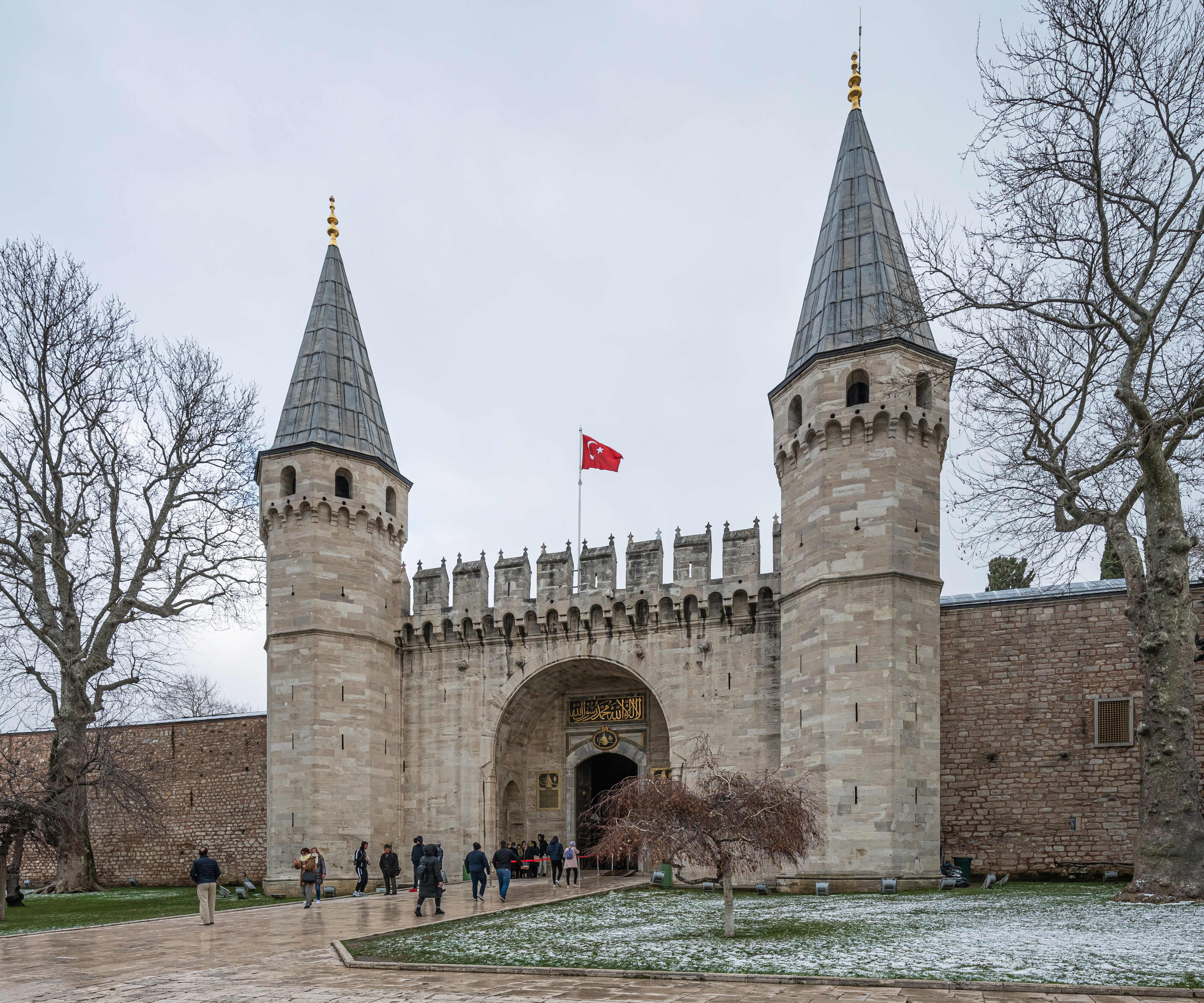
Ворота дворца Топкапы
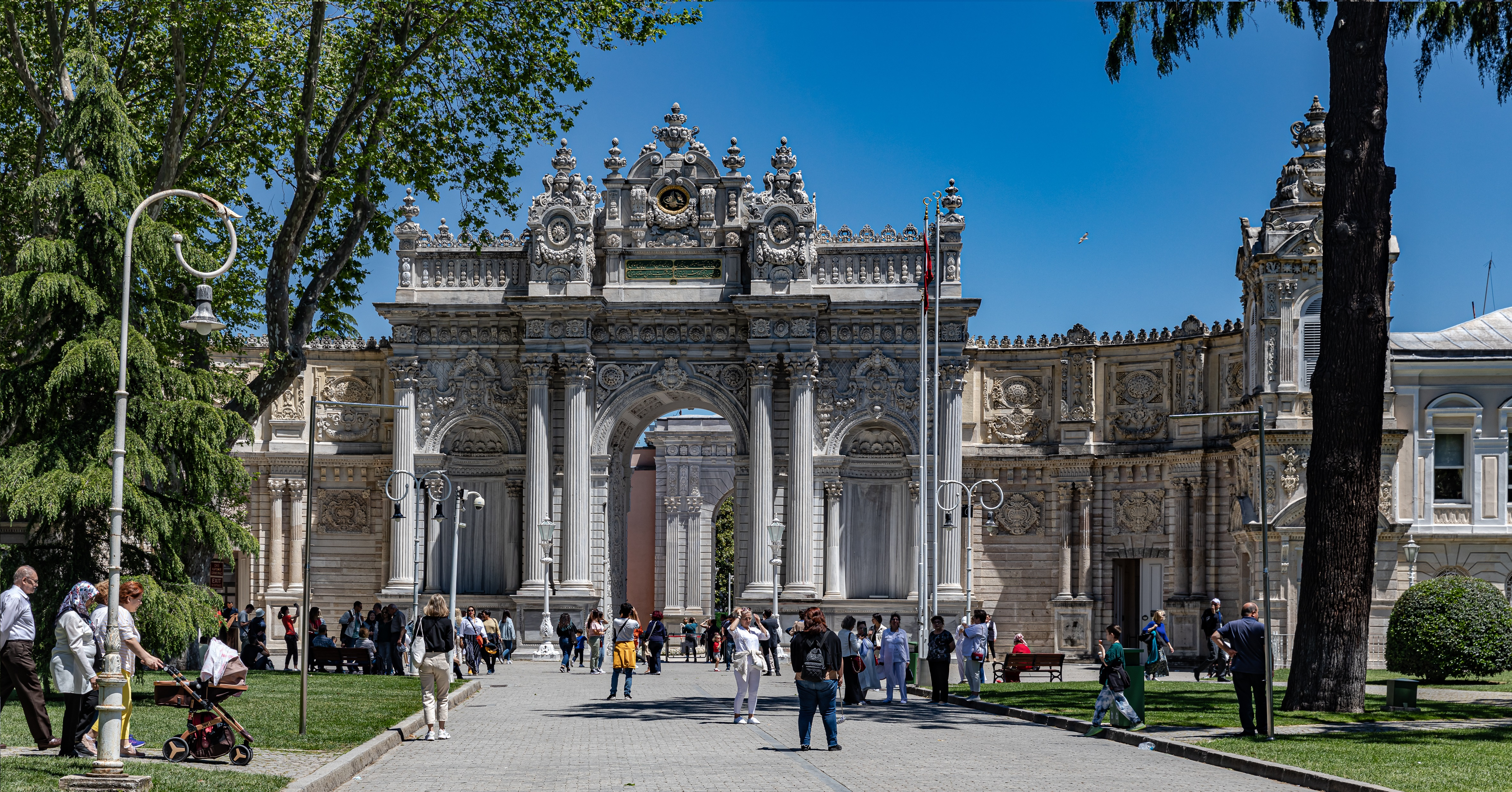
Ворота дворца Долмабахче
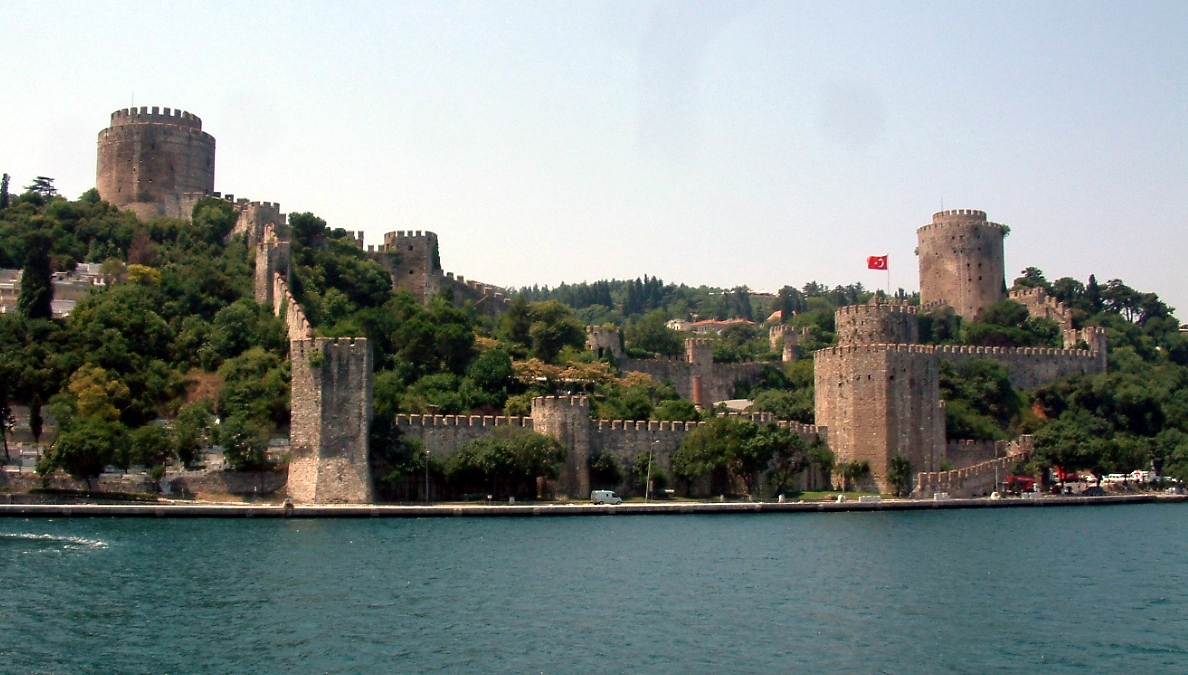
Крепость Румелихисар
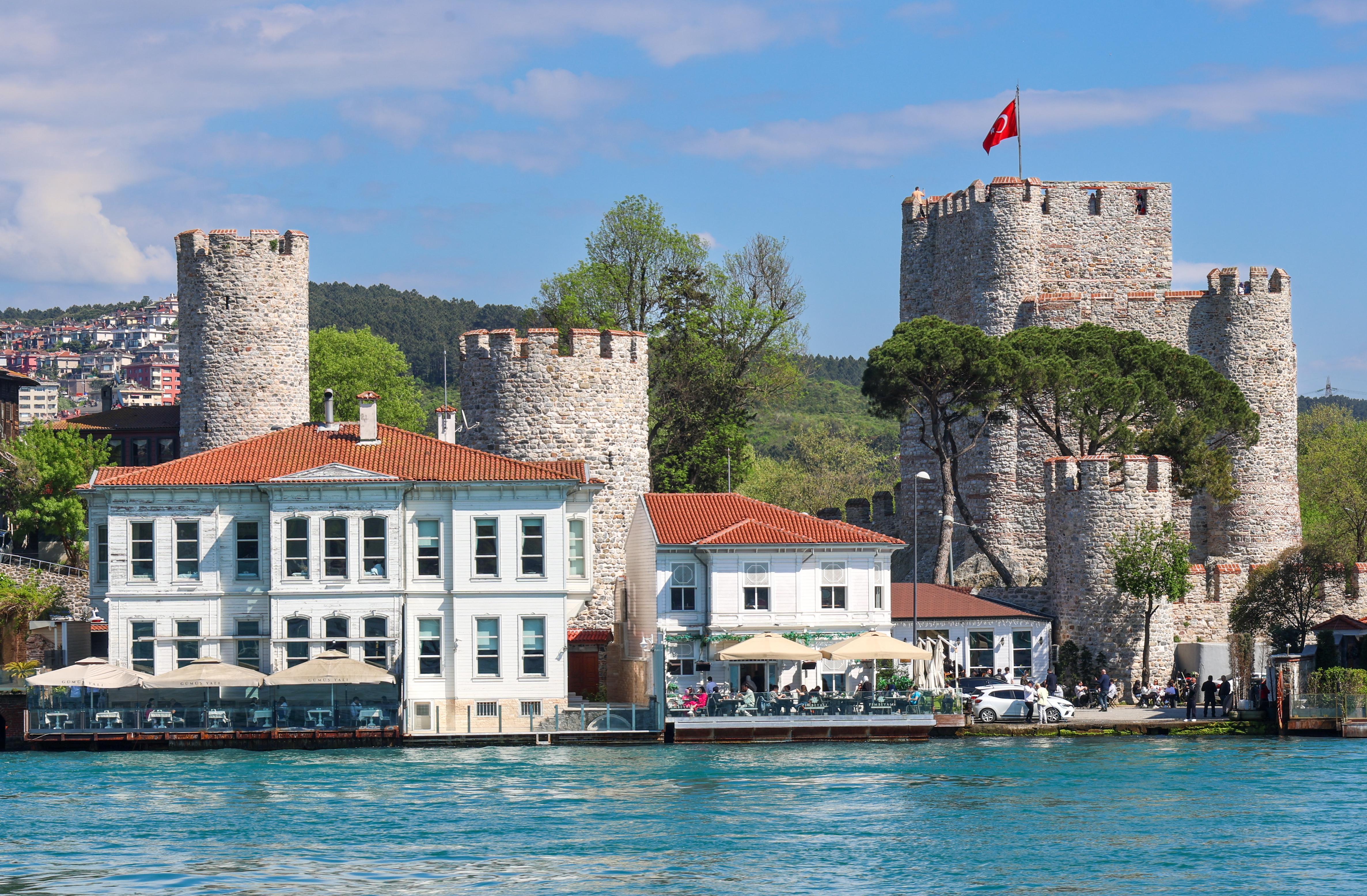
Крепость Анадолухисар

### Площади
| - Площадь Ахмедие (старое название Площадь Ипподром) - Площадь Таксим | - Площадь Чемберлиташ - Площадь Беязит - Площадь Новой мечети |

### Крепости
- Румелихисар (Румельская крепость)
- Анадолухисар (Анатолийская крепость)
- Замок Йедикуле

### Башни

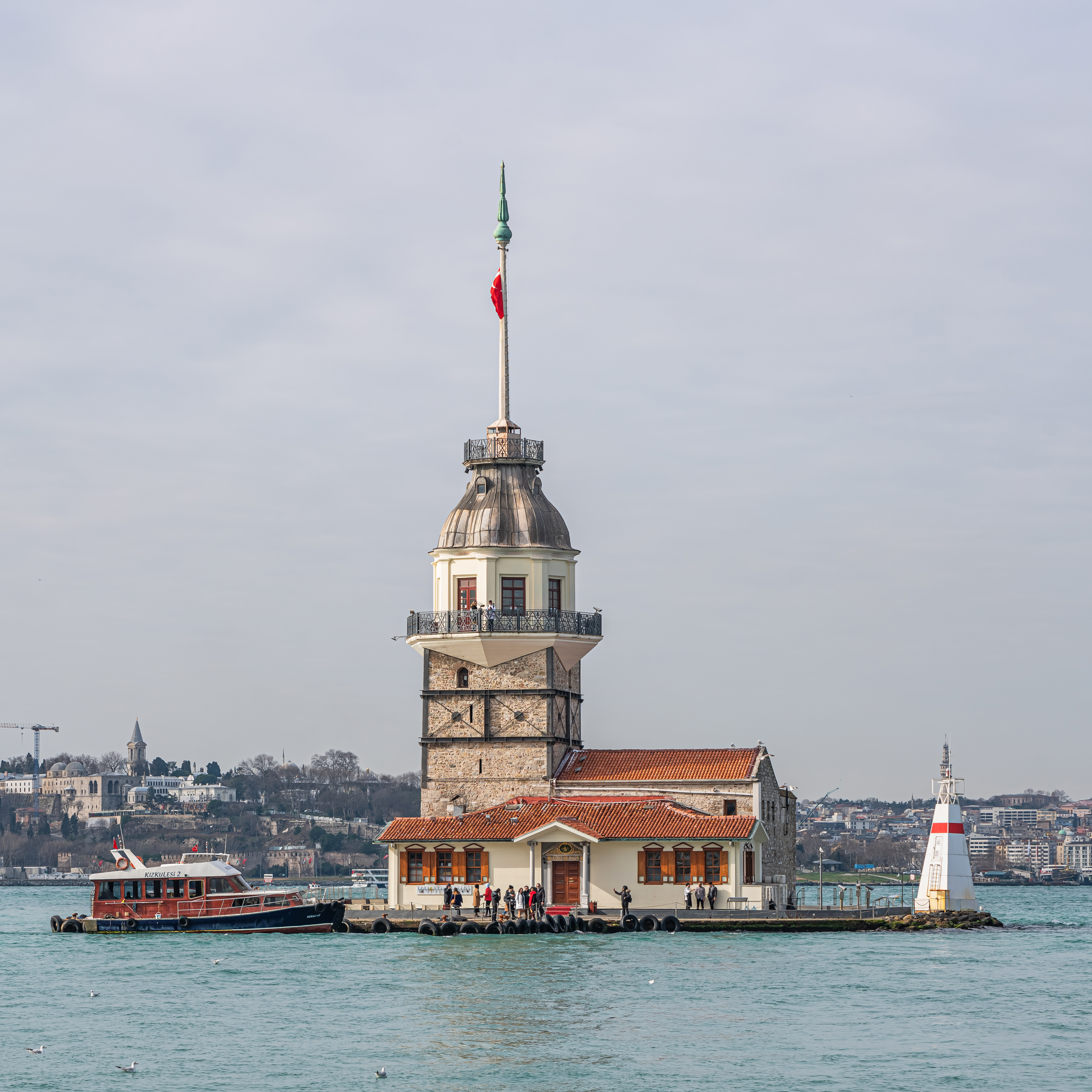
Башня Галата
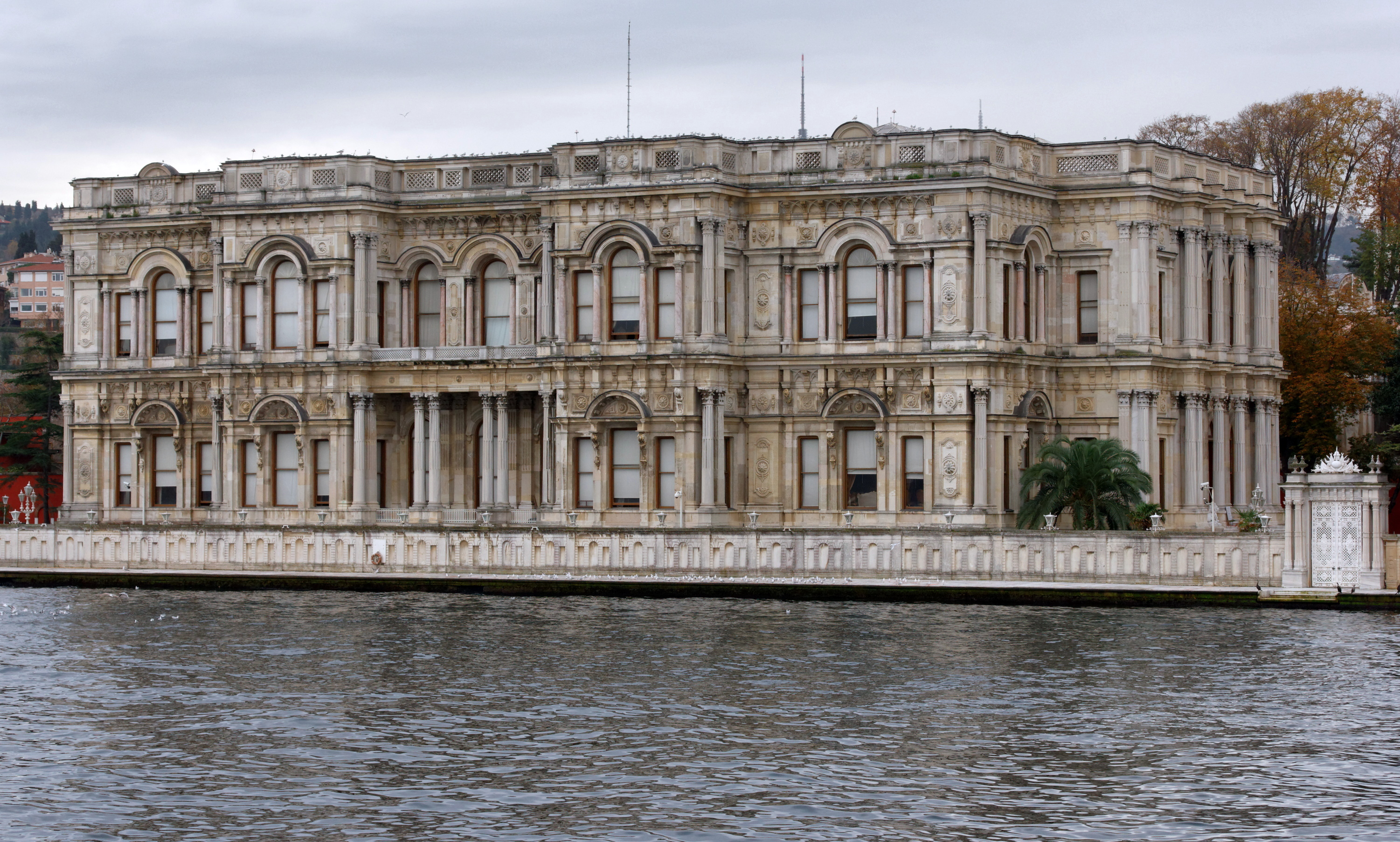
Дворец Бейлербейи
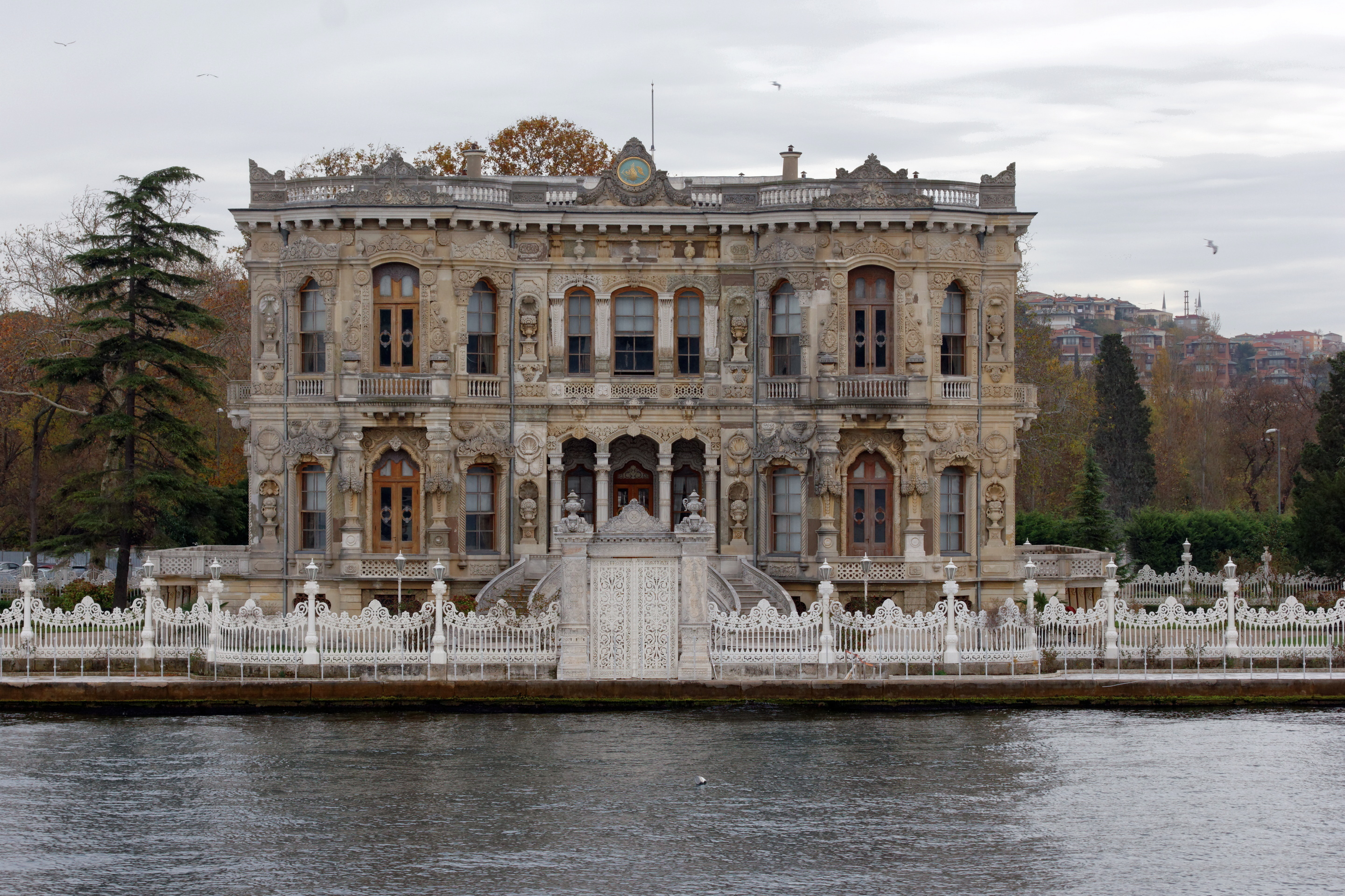
Дворец Кючюксу
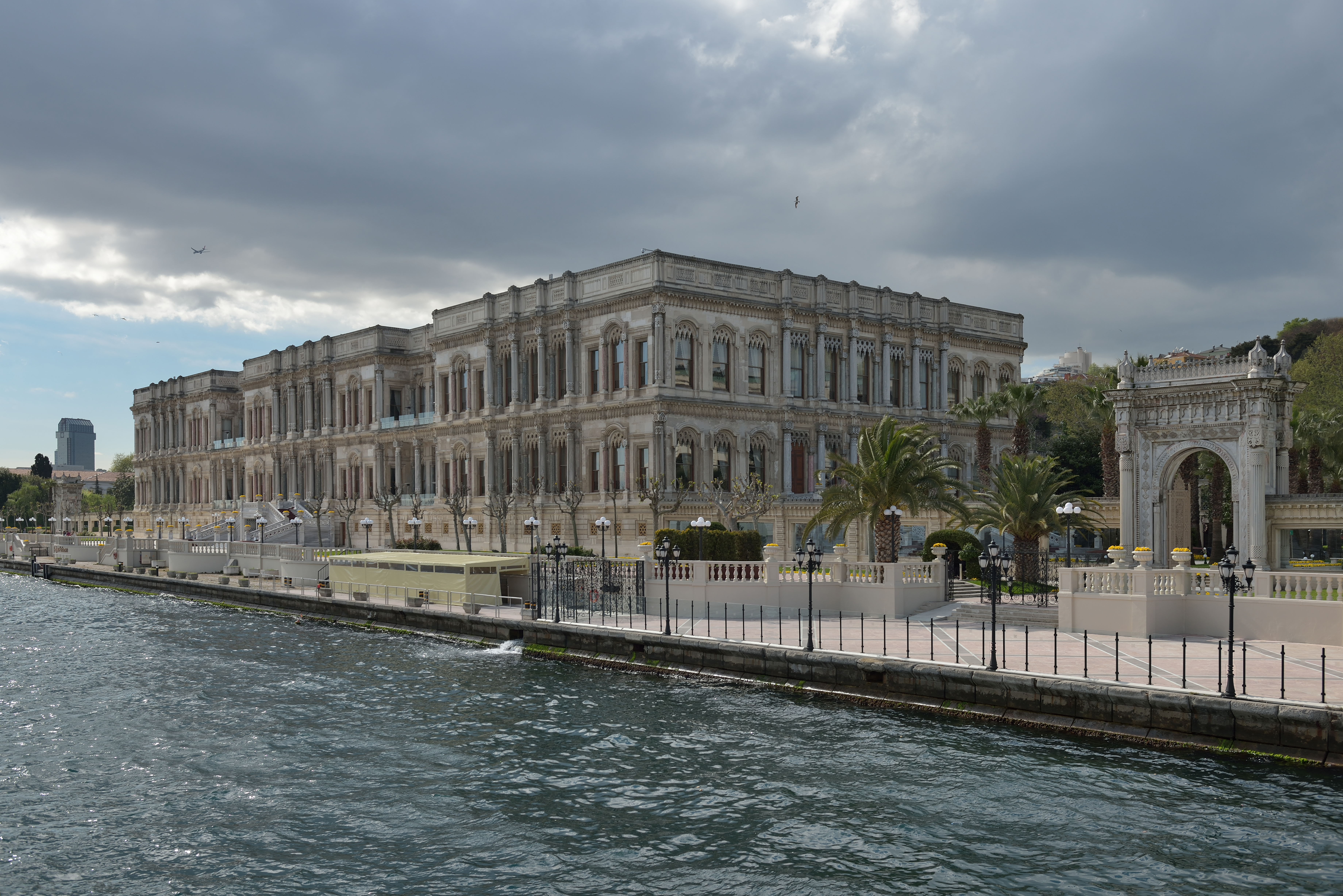
Дворец Чираган

- Башня Беязит
- Девичья башня

- Девичья башня
- Дворец Бейлербейи
- Дворец Кючюксу
- Дворец Чираган

### Парки
| - Дендрарий Ататюрка - Парк Гюльхане - Парк Дмитрия Кантемира | - Парк Йылдыз - Хыдив Касры - Эмирган | - Улуш - Миниатюрк — парк миниатюр |

### Зоопарки
- Аквариум TurkuaZoo
- Истанбул Аквариум

### Мосты
| - Галатский мост (мост через бухту Золотой Рог) - Старый Галатский мост (мост через бухту Золотой Рог) | - мост Ататюрка (мост через бухту Золотой Рог) - мост Халич (мост через бухту Золотой Рог) | - Босфорский мост (мост через Босфор) - Мост Султана Мехмеда Фатиха (мост через Босфор) |

### Базары Стамбула
- Гранд-базар (Крытый базар, Капалы Чарши)
- Египетский базар
- Араста базар

## Транспорт
Стамбул — крупнейший транспортный узел Турции. В городе сходится ряд важных железнодорожных и автомобильных магистралей, связывающие центральную Европу с Турцией, Сирией и Ираном. Имеются крупные морские порты и международные аэропорты.

### Автомобильный транспорт

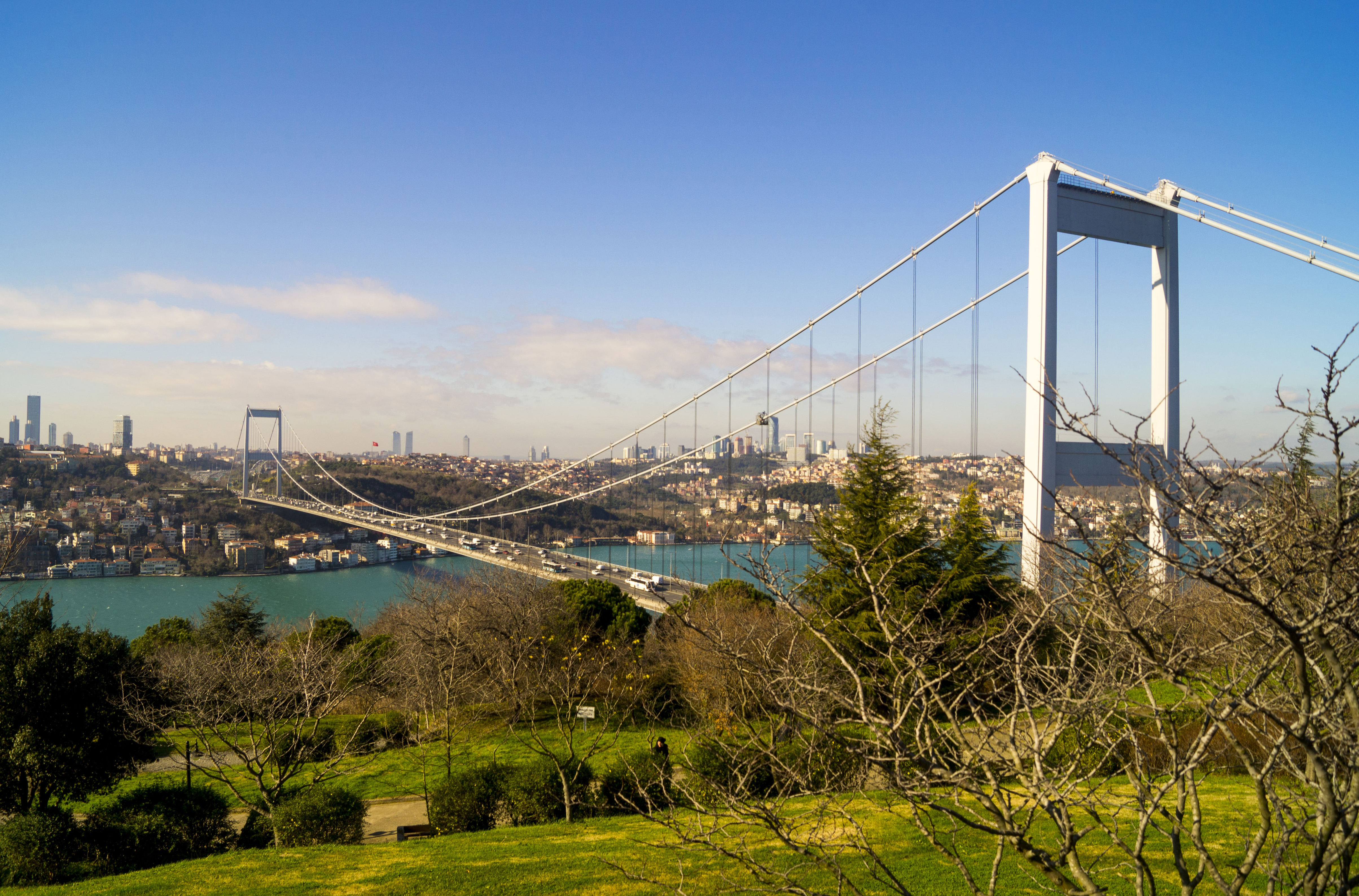
Мост Султана Мехмеда Фатиха

Стамбул — важный центр автомобильных перевозок, лежащий на пересечении транспортных путей, соединяющих Европу и Азию. Действует международный автовокзал Бюйюк Истанбул Отогары. Серьёзную проблему для города представляют автомобильные пробки, особенно на трассах, пересекающих Босфор. В городе очень много такси.

### Воздушный транспорт
Пассажирские воздушные перевозки осуществляются через два международных аэропорта: новый международный аэропорт Стамбул (IST) (англ. Istanbul Airport; тур. İstanbul Havalimanı; ИАТА: IST, ИКАО: LTFM), расположенный в европейской части города на расстоянии 35 километров от центра и заменивший собой аэропорт Ататюрка (ISL) (англ. Atatürk International Airport; тур. İstanbul Atatürk Havalimanı), и аэропорт имени Сабихи Гёкчен (SAW) (англ. Sabiha Gökçen International Airport; тур. İstanbul Sabiha Gökçen Havalimanı; ИАТА: SAW, ИКАО: LTFJ), расположенный в азиатской части города.

### Водный транспорт
Морская акватория города охватывает часть пролива Босфор, бухту Золотой Рог и северо-восточную часть Мраморного моря. Крупнейшие порты: порт Хайдарпаша, порт Йеникапы. международный порт Каракёй. Действуют современные городские пассажирские суда, так называемые морские автобусы (тур. deniz otobüsleri), осуществляющие регулярные морские рейсы между районами Стамбула, пригородами и близлежащими островами.
|                                              |                                     |                                     |            |                                              |
| Стамбул (новый аэропорт) (европейская часть) | Вокзал Сиркеджи (европейская часть) | Вокзал Хайдарпаша (азиатская часть) | Автовокзал | Аэропорт им. Сабихи Гёкчен (азиатская часть) |

### Железнодорожный транспорт
В городе имеются два крупных пассажирских железнодорожных вокзала: вокзал Сиркеджи, находящийся в европейской части города и вокзал Хайдарпаша, находящийся в азиатской части города. По состоянию на начало 2015 года оба этих вокзала не используются для осуществления пассажирских перевозок, реализуется проект реконструкции железнодорожной сети Мармарай. Через грузовые железнодорожные станции Стамбула проходит значительный объём грузов, в первую очередь, предназначенных для перегрузки в морских портах.

### Общественный транспорт

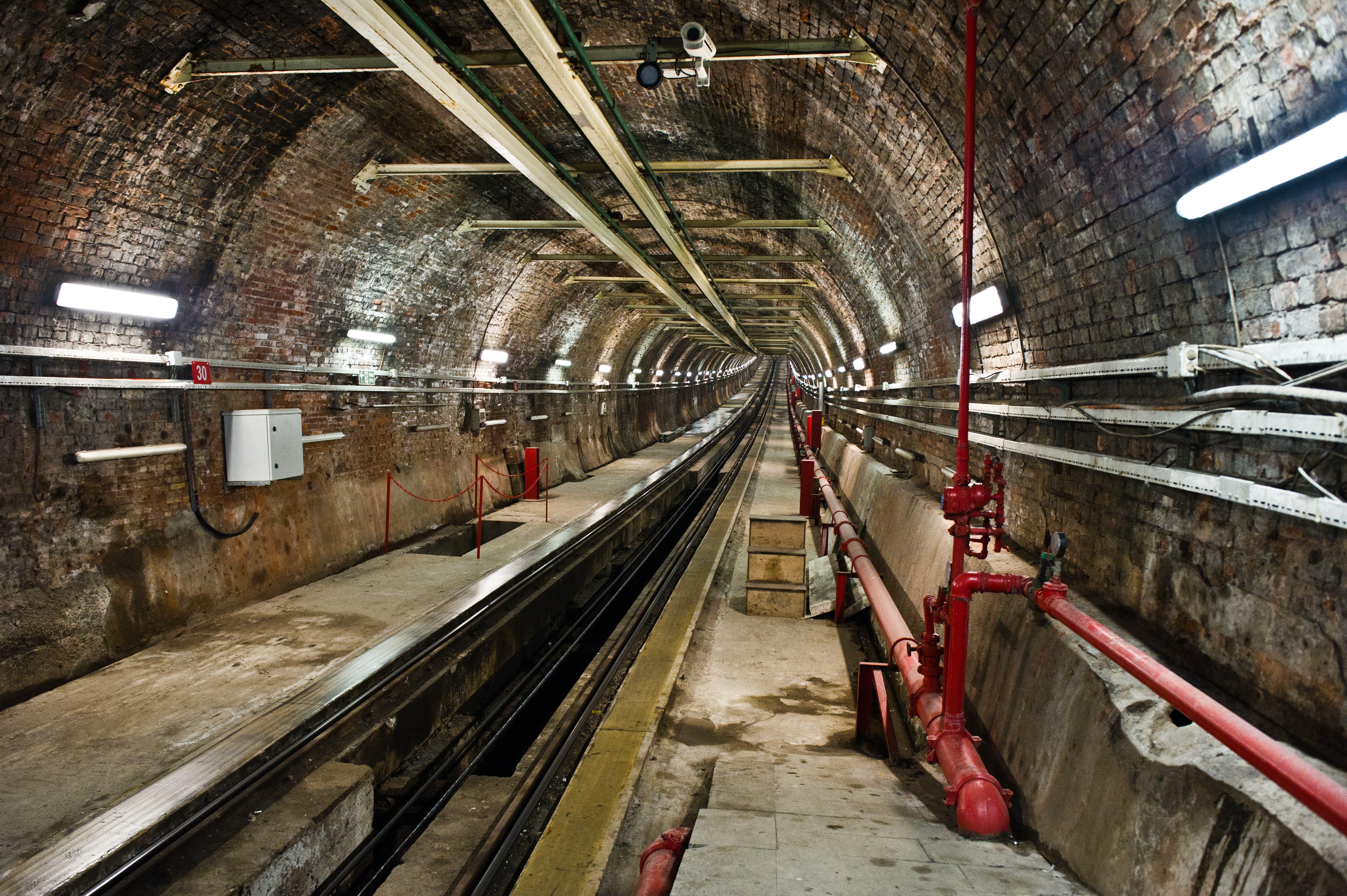
Тюнель

В городе действует разветвлённая сеть маршрутов частных и муниципальных автобусов, трамвайное сообщение (см. Стамбульский трамвай), автопоезда системы Metrobus и метрополитен. Последний представлен следующими линиями: Тюнель, линия метрополитена (metro), линия лёгкого метро (тур. hafif metro) и новый Тюнель фуникулёр «Таксим-Кабаташ», находящиеся в европейской части города. Существуют две линии пригородных поездов: европейская и азиатская.
В 2006 году было начато строительство железнодорожного тоннеля Мармарай под Босфором, который объединил скоростные транспортные системы Стамбула, находящиеся в европейской и азиатской частях города. В 2007 году строительство приостанавливалось из-за раскопок древнего морского порта, обнаруженного в процессе строительных работ. Официальный запуск тоннеля планировался осенью 2013 года, в итоге он был открыт в ноябре 2013 года.
Существенная доля пассажирских наземных перевозок приходится на маршрутное такси (долмуш) и водный транспорт, особенно в пассажиропоток между Азией и Европой.
Для оплаты общественного транспорта в Стамбуле используются наличные деньги, бумажные билеты, жетоны (платёжные знаки), электронные билеты «эльбиль» (тур. ELektronik BİLet), универсальные проездные «акбиль» (тур. AKıllı BİLet — разумный билет) и «электронный бумажник» IstanbulKart. Акбиль, внешне выглядящий как небольшая металлическая таблетка оправленная в пластмассовый корпус, действует в городских автобусах, трамваях, фуникулёрах, метро, пригородных поездах и на морском транспорте. Приобрести его можно было в специальных терминалах в аэропортах Стамбула, а также во всех киосках с надписью Akbil. Деньги на депозит акбиля кладутся в том же киоске или через специальный автомат. Электронным билетом «эльбиль», или как его ещё называют бешиБирйерде (тур. beşiBiryerde — пять в одном), можно оплатить пять поездок в городских автобусах, метро, трамваях, фуникулёре и на паромах.
В марте 2009 года мэрия Большого Стамбула приступила к продвижению многофункциональных карт IstanbulKart, называемых также «электронными бумажниками» стоимостью в 6 лир. Универсальные проездные «акбили» постепенно заменяются на IstanbulKart, покупка самих акбилей с 2012 года закрыта, туристам доступны лишь жетоны и IstanbulKart. Каждый жетон стоит 5 лир, в то время как одна поездка по карте обходится в 2,6 лиры, а в случае дальнейших пересадок, либо использования транспорта через небольшие промежутки времени стоимость конкретных поездок снижается до 1,8 лиры в течение дня. В 2024 году стоимость возросла примерно до 16-20 лир за поездку. IstanbulKart можно продать назад государству, однако сделать это можно лишь в государственных киосках, которые есть далеко не везде. В случае возврата денег возвращается залог в 6 лир, также можно вернуть деньги со счёта, но также не везде.
|                     |                                      |                            |                                     |                            |
| Современный трамвай | Станция «Каракёй» ветки метро Тюнель | Фуникулёр «Кабаташ-Таксим» | Два ретротрамвая на улице Истикляль | Морской автобус в Стамбуле |

## Города-побратимы
Следующие города являются побратимами Стамбула:
- Амман, Иордания
- Астана, Казахстан
- Бангкок, Таиланд
- Барселона, Испания
- Бейрут, Ливан
- Бенгази, Ливия
- Берлин, Германия
- Венеция, Италия
- Гуанчжоу, Китай
- Дамаск, Сирия
- Джакарта, Индонезия
- Джидда, Саудовская Аравия
- Джохор-Бару, Малайзия
- Дубай, ОАЭ
- Дуррес, Албания
- Казань, Россия
- Каир, Египет
- Кёльн, Германия
- Констанца, Румыния
- Лахор, Пакистан
- Мары, Туркменистан
- Мехико, Мексика
- Нджамена, Чад
- Ош, Кыргызстан
- Пловдив, Болгария
- Пусан, Южная Корея
- Рабат, Марокко
- Рио-де-Жанейро, Бразилия
- Санкт-Петербург, Россия
- Сараево, Босния и Герцеговина
- Симоносеки, Япония
- Скопье, Северная Македония
- Тбилиси, Грузия
- Тебриз, Иран
- Тунис, Тунис
- Хартум, Судан
- Хьюстон, США
- Шанхай, Китай
- Одесса, Украина

Со следующими городами у Стамбула подписаны протоколы о сотрудничестве:
- Афины, Греция
- Будапешт, Венгрия
- Бухарест, Румыния
- Варшава, Польша
- Вена, Австрия
- Гавана, Куба
- Кабул, Афганистан
- Касабланка, Марокко
- Киото, Япония
- Москва, Россия
- Неаполь, Италия
- Париж, Франция
- Прага, Чехия
- Сеул, Южная Корея
- Сиань, Китай
- Стокгольм, Швеция
- Страсбург, Франция
- Торонто, Канада
- Флоренция, Италия

Со следующими городами у Стамбула подписаны протоколы о добрых намерениях:
- Аден, Йемен
- Аккра, Гана
- Богота, Колумбия
- Дакар, Сенегал
- Джуба, Южный Судан
- Карачи, Пакистан
- Кёнсан-Пукто, Южная Корея
- Мекка, Саудовская Аравия
- Милан, Италия
- Монровия, Либерия
- Пенджаб, Пакистан
- Печ, Венгрия
- Франкфурт-на-Майне, Германия